# Provincia de Quito
La provincia de Quito o bien gobernación de Quito o también como Presidencia de Quito, aunque abarcaba un territorio jurídico mayor correspondiente a su Real Audiencia, entidad territorial política sudamericana inicialmente parte del Virreinato del Perú y posteriormente del Virreinato de Santafé.
Inicialmente, durante su periodo de dominio americano, fue una tenencia de gobierno de la gobernación de Nueva Castilla y luego de las guerras civiles entre conquistadores, con la consiguiente unificación de facto del Perú por Diego de Almagro el Mozo, fue elevada a gobernación en 1540, y posteriormente, subordinada al recién creado Virreinato del Perú desde 1542 y al de Nueva Granada, de 1717 a 1723 y desde 1739 hasta su independencia.
Después fue establecida como presidencia-gobernación por la Monarquía Hispánica, desde 1563 hasta 1717 y luego desde 1723 a 1822. Su gobierno político administrativo abarcaba menos regiones que la jurisdicción de la Real Audiencia de Quito que era más amplia, englobando jurídicamente a otras provincias o parte de ellas.
La mayor proporcionalidad territorial de la Provincia de Quito abarcó en su mayor expresión geográfica todas las cuencas bajas y altas del río Amazonas en las vías terrestres y fluviales, hasta su desembocadura en los extremos norcostaneros de la actual América del Sur entre los  océanos Pacífico y Atlántico, lo que originalmente la convierte en una jurisdicción de dimensiones superficiales bitransoceánicas ecuatoriales, es decir, entre el compartimento del cruce terrestre de dos océanos y la ubicación de la Línea Ecuatorial.
El primer presidente-gobernador fue Hernando de Santillán y Figueroa quien fuera nombrado el 27 de septiembre de 1563. La inauguración de la Real Audiencia de Quito se hizo recién el 18 de septiembre de 1564, y a partir de ese momento, el presidente asumió el cargo de gobernador de Quito.
La gobernación de Quito o Provincia de Quito fue el antecedente jurídico integral desde 1540 que conformaría al territorio de la presidencia homónima, y dentro de la misma fue erigida desde 1548 el homónimo corregimiento de Quito. El resto de divisiones territoriales internas eran tenencias de gobierno o corregimientos como los de Esmeraldas, Guayaquil, Puerto Viejo, Caráquez, Macas, Quijos, Sumaco y la Canela, Yaguarsongo y Bracamoros.
Otras ciudades como las de Buga, Popayán, Cali y Pasto, eran integrantes de la vecina gobernación de Popayán, que fueron separadas de la jurisdicción de la Real Audiencia de Santafé de Bogotá y agregadas a la nueva audiencia quiteña.
Hasta 1707 todos los presidentes de Quito habían sido togados, es decir letrados, pero en ese año fue nombrado presidente el militar Juan de Sosaya, quien recibió también el título de capitán general, aunque de manera honorífica ya que su jurisdicción continuó bajo la inmediata dependencia militar del virrey del Perú. A partir de entonces sus sucesores continuaron recibiendo el mismo título y desde 1776 el presidente asumió también el nuevo cargo de regente, a diferencia de otras audiencias en donde ambos cargos eran desempeñados por funcionarios distintos.
Los territorios de la Provincia de Quito pasaron en 1822 a integrar a la Gran Colombia creada por Simón Bolívar, bajo el nombre de Distrito del Sur (según la Ley de División Territorial de 1824). Tras su disolución en 1830, estos se convirtieron en el núcleo de la actual República del Ecuador.

## Antecedentes
Durante los primeros años de la colonización española en Sudamérica, se procedió a la fundación de las ciudades de Quito, Guayaquil, Portoviejo y Cuenca.
Gil Ramírez Dávalos fue nombrado por el virrey peruano Andrés Hurtado de Mendoza, como gobernador de Quito el 9 de septiembre de 1556. También el 15 de septiembre fue nombrado gobernador de Quijos, Sumaco y La Canela.
Se declaró que, al ser gobernaciones, estos territorios estarían ligados judicialmente al Virreinato del Perú. Debido a la distancia que las separaba de Lima (sede del virreinato) resultaba imposible concurrir hasta allí por la falta de vías de comunicación y medios de transporte. Por esta razón y tomando en cuenta el rápido progreso y el considerable aumento de la población de la ciudad de Quito (en el año 1560 la ciudad contaba con 1200 habitantes). El Cabildo de San Francisco de Quito solicitó al rey de España la creación de la "Audiencia y Presidencia de Quito". El rey Felipe II, aceptando el pedido, creó la Audiencia y Presidencia, mediante la Real Cédula del 29 de agosto de 1563.

## Organización y límites

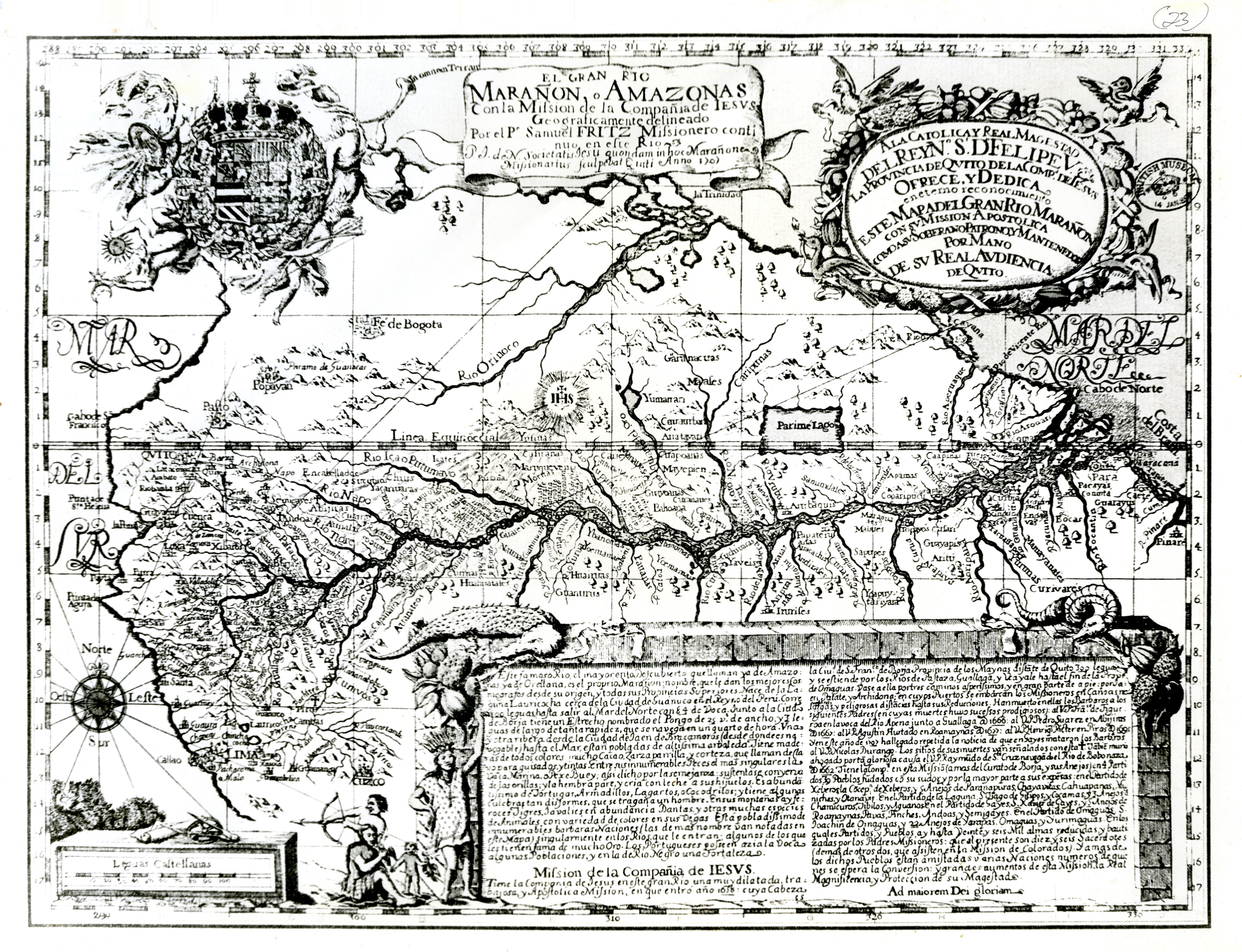
Mapa de la Real Audiencia de Quito hacia 1707 en el establecimiento de la Casa de Borbón en la Monarquía Española.

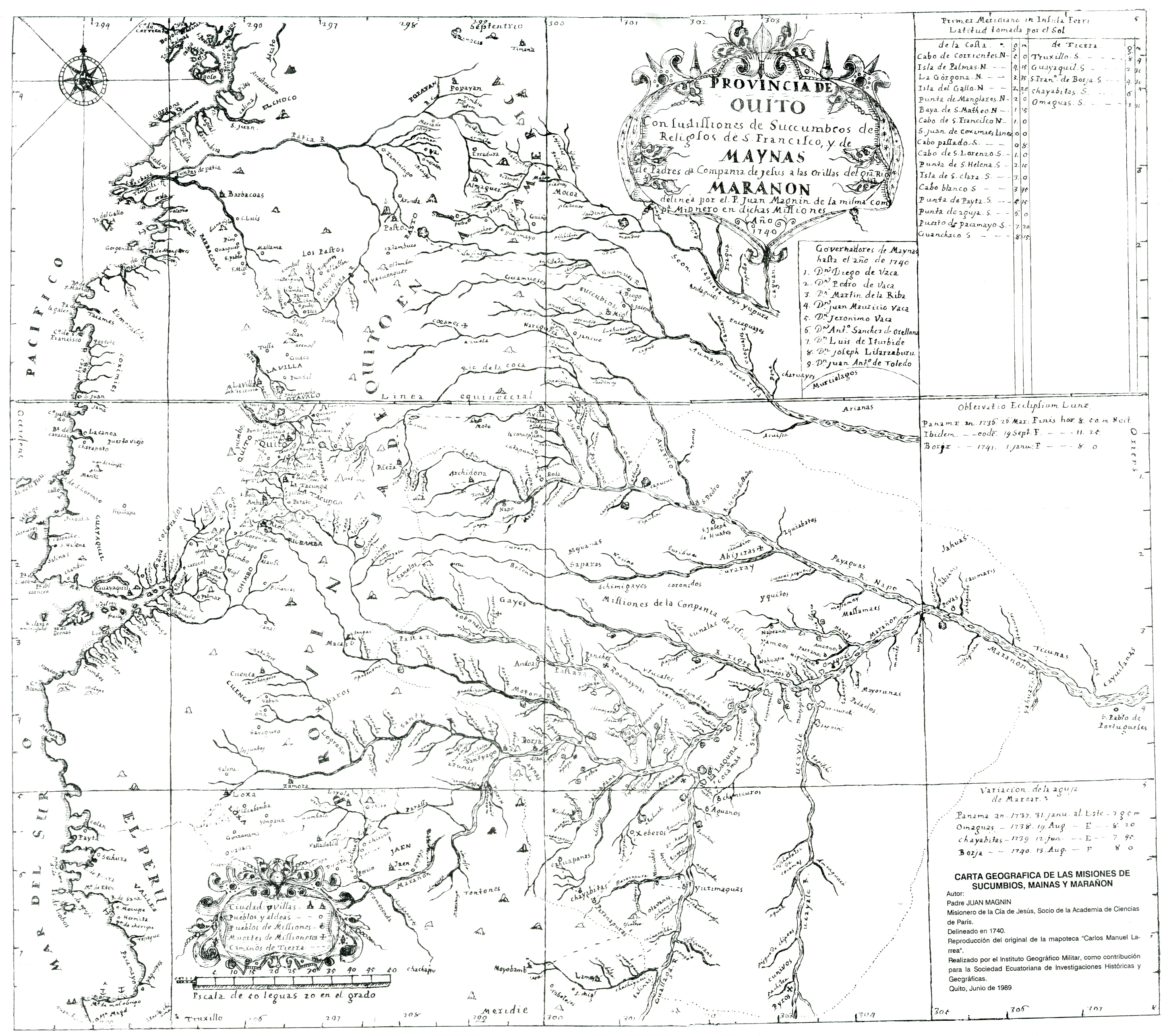
Mapa de la Audiencia de Quito (1740), según el Padre Juan Magnin Misionero de la Compañía de Jesús.

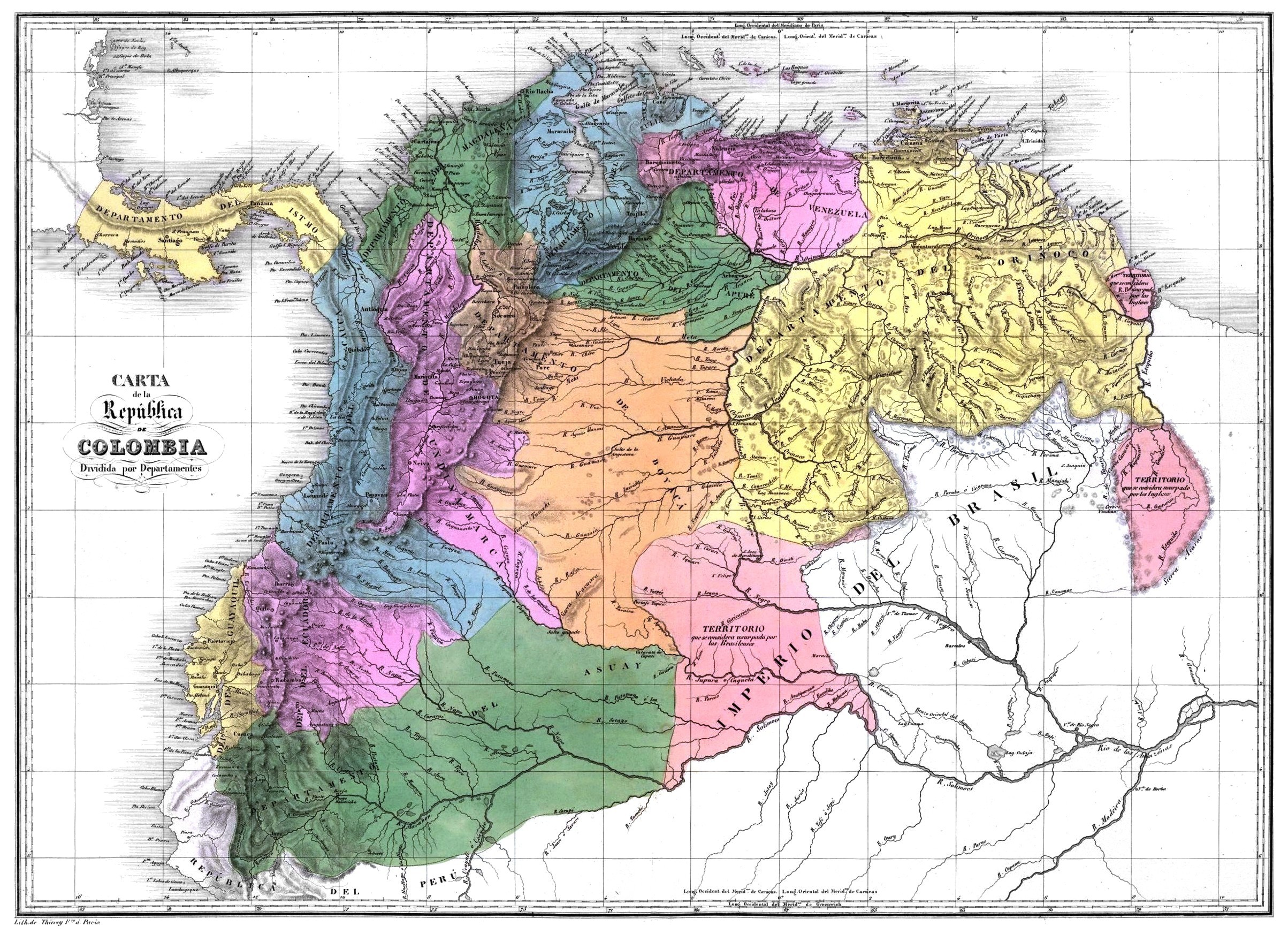
Mapa físico-político de la República de la Gran Colombia que muestra el relieve e hidrografía del país, así como la subdivisión en los 12 departamentos creados en 1824 y los territorios en disputa con los países vecinos.

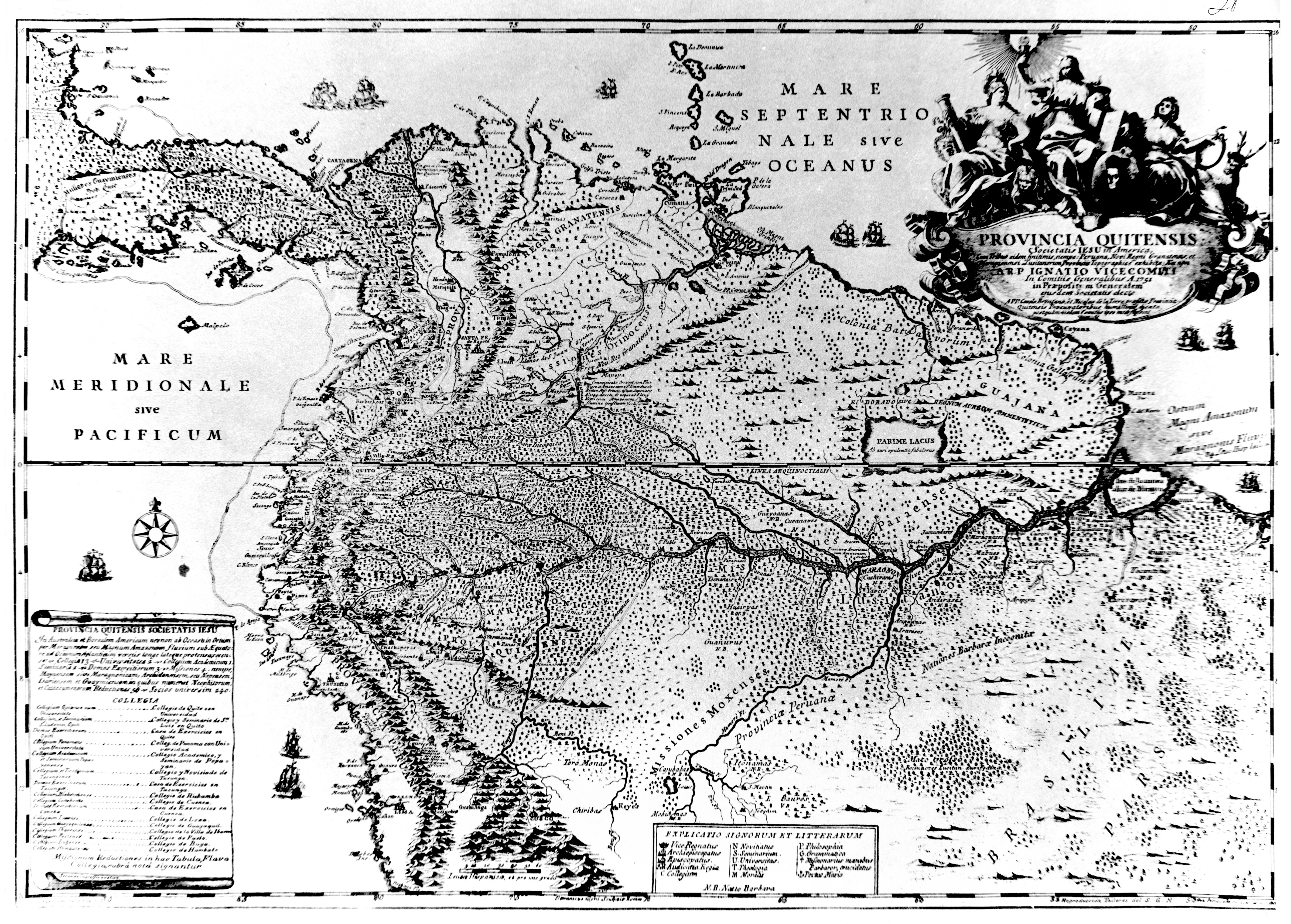
Provincia de Quitensis 1751

La Real Audiencia y Cancillería ejercía jurisdicción ordinaria sobre los territorios que pertenecían a la provincia de Quito.  Poseía un Presidente letrado que era, a su vez, miembro del tribunal, subordinado al superior gobierno ejercido por el virrey del Perú.
En 1565 fueron establecidos los corregimientos de indios, bajo la dependencia (en grado de apelación) de los corregimientos de españoles. Del Corregimiento de Quito (que había sucedido a la gobernación) dependían hacia 1620 los corregimientos de indios de: Riobamba, Otavalo, Chymbo y La Facunda, Payta, Guayaquil, Jaén, Cuenca, Loja y Zamora.
Hacia 1789 la división territorial era la siguiente:
- Gobierno de Quito, a cargo del Presidente de la Real Audiencia.
- Gobierno de Popayán, la Villas de Cartago, Anserma, Caloto y Toro estaban en la jurisdicción de la Audiencia de Santafé.
  -  Corregimiento de Pasto
  -  Corregimiento de Barbacoas con sede en Santiago de Cali; a su cargo estaban las siguientes ciudades con Cabildo:
    -  Tenencia de Buga.
    - Tenencia de Almaguer
    - Tenencia de Buenaventura.
- Gobierno de Cuenca
- Gobierno de Jaén de Bracamoros
- Gobierno de Maynas
- Gobierno de Yaguarsongo
- Gobierno de Guayaquil (desde 1764); incluían los territorios de Puerto Viejo y La Canoa por el Norte y Tumbez por el lado sur.
- Gobierno de Quijos, Canelos y Macas
- Gobierno de Loja

Corregimientos
- Corregimiento de Quito
  - Gobierno de las Esmeraldas o de Atacames, gobernado por un Teniente de Gobernador de Quito.
  -   Alcaldía Mayor de las Bodegas de Caráquez, feudo organización creada desde 1616, dependiente de la voluntad política de Quito y subordinada territorialmente a Esmeraldas hasta 1768.
- Corregimiento de San Miguel de Ibarra
- Corregimiento de Otavalo
- Corregimiento de Latacunga
- Corregimiento de Riobamba
- Corregimiento de Cuenca que expiró en 1777.
- Corregimiento de Guayaquil (expirado hasta el año de 1764).
  -  Tenencia de Puerto Viejo
  -  Tenencia de la isla Puná.
  - Alcaldía Mayor de las Bodegas de Yaguachi
  - Alcaldía Mayor de las Bodegas de Naranjal
  - Alcaldía Mayor de las Bodegas de Babahoyo
  - Alcaldía Mayor de las Bodegas de Baba
- Corregimiento de Chimbo o Guaranga
- Corregimiento de Loja

La Presidencia de Quito estuvo subordinada al superior gobierno del Virreinato del Perú (1563-1717) y (1723-1739). Posteriormente al del Virreinato de Nueva Granada, cuando se creó (1717-1723) y cuando fue recreado (1739-1822).
En 1783 con la parte norte del territorio de la Presidencia de Quito se creó la Intendencia de Quito y en 1786 con la sección sur se formó la Intendencia de Cuenca. Ambas estaban bajo la dependencia del virrey en cuanto al ramo de hacienda, ya que este era el superintendente subdelegado de Real Hacienda del Virreinato de Nueva Granada.

### Real Cédula de 1563

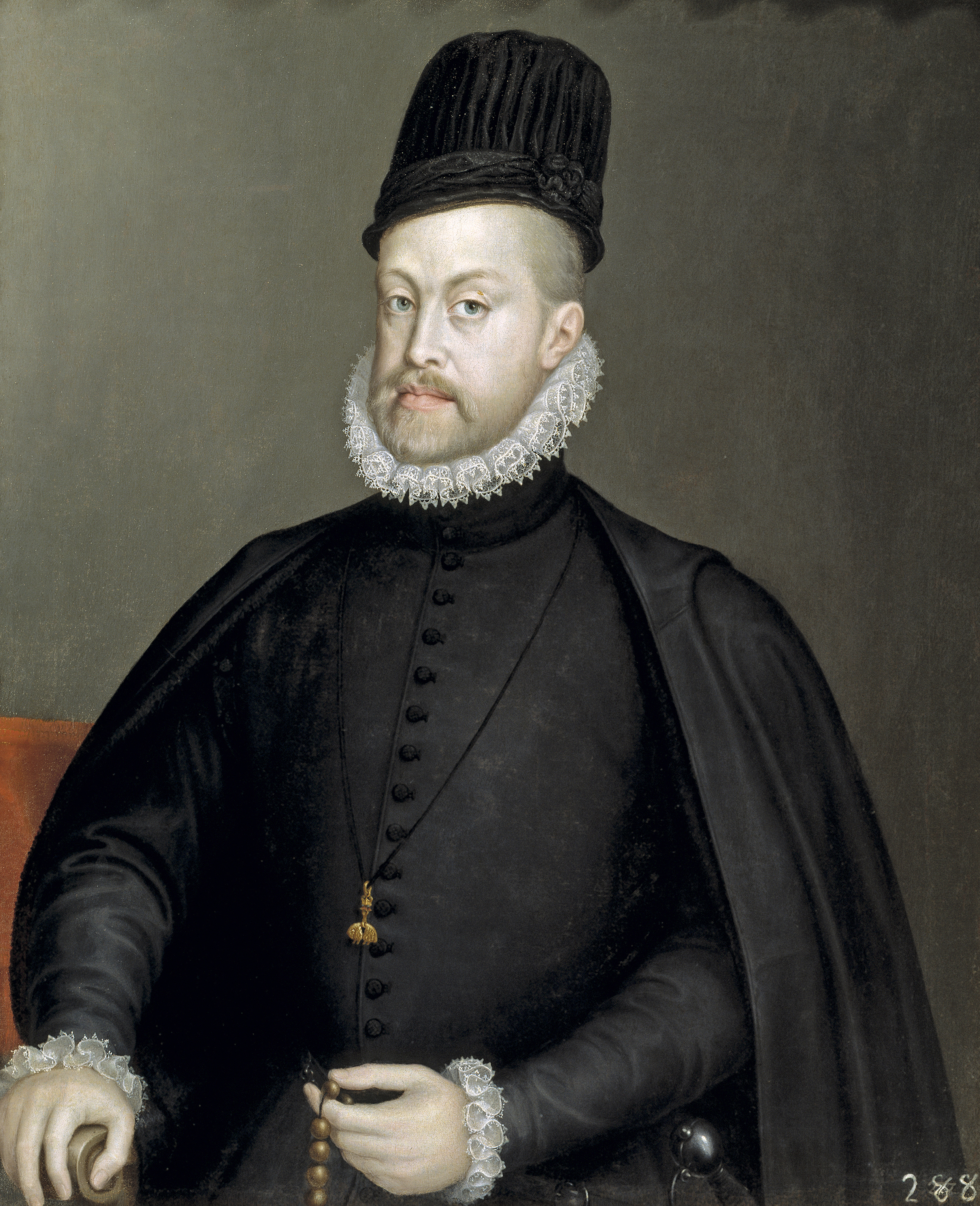
Felipe II de España.

La Recopilación de Leyes de Indias de 1680, en Ley X (Audiencia y Chancillería Real de San Francisco del Quito) del Título XV (De las Audiencias y Chancillerías Reales de las Indias) del Libro II, recoge los límites asignados a esta Audiencia, provenientes de la Real Cédula dictada por el rey Felipe II en la ciudad de Guadalajara el 29 de agosto de 1563:

En la Ciudad de San Francisco del Quito, en el Perú, resida otra nuestra Audiencia y Chancilleria Real [...] y tenga por distrito la Provincia de Quito, y por la Costa ázia la parte de la Ciudad de los Reyes, hasta el Puerto de Payta, exclusivé: y por la tierra adentro, hasta Piura, Caxamarca, Chachapoyas, Moyobamba y Motilones, exclusive, incluyendo ázia la parte susodicha los Pueblos de Jaén, Valladolid, Loja, Zamora, Cuenca, la Zarça y Guayaquil, con todos los demás Pueblos, que estuvieren en sus comarcas, y se poblaren: y ázia la parte de los Pueblos de la Canela y Quixos, tenga los dichos Pueblos, con los demás, que se descubrieren: y por la Costa, ázia Panamá, hasta el Puerto de la Buenaventura, inclusive: y la tierra adentro á Pasto, Popayán, Cali, Buga, Chapanchica y Guarchicona: porque los demás lugares de la Gobernación de Popayán, son de la Audiencia del Nuevo Reino de Granada, con la cual, y con la Tierrafirme parte términos por el Septentrión: y con la de los Reyes por el Mediodía, teniendo al Poniente la Mar del Sur, y al Levante Provincias aún no pacíficas, ni descubiertas.

### Real cédula de 1717
La Corona española se encontraba en guerra en Europa, en sus propósitos de recuperar sus dominios italianos; en ese contexto procedió a modificar su sistema administrativo en América. El rey Felipe V de España expidió en Segovia (España) una Cédula real el 25 de mayo de 1717, obedecida en Quito el 28 de octubre de 1718, mediante la cual suprimió las Audiencias de Quito y de Panamá (Tierra Firme) y agregó sus territorios a la jurisdicción de la Santa Fe y al Virreinato de Nueva Granada, así mismo le anexó la provincia de Venezuela, separada de la Real Audiencia de Santo Domingo.

### Real cédula de 1720
El Rey de España emitió la real cédula del 29 de abril de 1720, por el que se ordenaba que el distrito quiteño volviera a reintegrarse con el Virreinato del Perú y que su Audiencia fuera restablecida sin dependencia de la Real Audiencia de Santafé de Bogotá, tras discusiones en la Real Hacienda de Quito, referido a la pregunta de cual centro de poder (Lima o Santa Fe de Bogotá) convenía mejor a los entes territoriales de la Provincia de Quito. Entre los quiteños, y sobre todo los guayaquileños, hubo un partido peruanófilo que proponía que sus provincias estuvieran bajo la jurisdicción de Lima por su fácil accesibilidad al mar y mayor comunicación con sus pueblos (debido a las redes de intercambio comercial y cultural con el Norte Peruano, como Piura o Cajamarca), en contra de la idoneidad de la jurisdicción de Bogotá, que se encontraba al interior de los picos andinos, alejada de los centros de poder quiteño, y cuyos pobladores no tenían un sentimiento de afinidad tan grande con los neogranadinos, en contraste con los peruanos.

### Real cédula de 1723
Terminada la guerra con la Cuádruple Alianza, el rey Felipe V de España emitió otra Cédula Real el 5 de noviembre de 1723, con la que se devuelve a la Real Audiencia de Quito sus anteriores derechos, en vista de haber quedado suprimido temporalmente al Virreinato de Nueva Granada. Por esta misma Cédula se le concede a la Audiencia de Quito cierta dependencia en el orden administrativo, económico y judicial, con respecto al Virreinato del Perú, a la cual quedó incorporada hasta el año 1739, haciéndose hincapié que se mantenía la Presidencia de Quito con los anteriores límites otorgados en la Cédula Real de 1563.

### Real cédula de 1739
Por mandato real, la audiencia de Quito fue incorporada nuevamente al Virreinato de Nueva Granada el 20 de agosto de 1739. Para entonces, el rey Felipe V de España firmó en San Ildefonso, la cédula de reinstalación definitiva del Virreinato de Nueva Granada, integrándola además de sus territorios propios, con las jurisdicciones de la Real Audiencia de Quito y las provincias de Tierra Firme y de Venezuela. Es decir se vuelve a suscitar un hecho similar a lo acontecido con aquella medida que invocó la cédula de 1717. En el texto de esta real cédula se mencionó además que permanecen y subsisten las Audiencias de Panamá y Quito como están.

### Real cédula de 1740

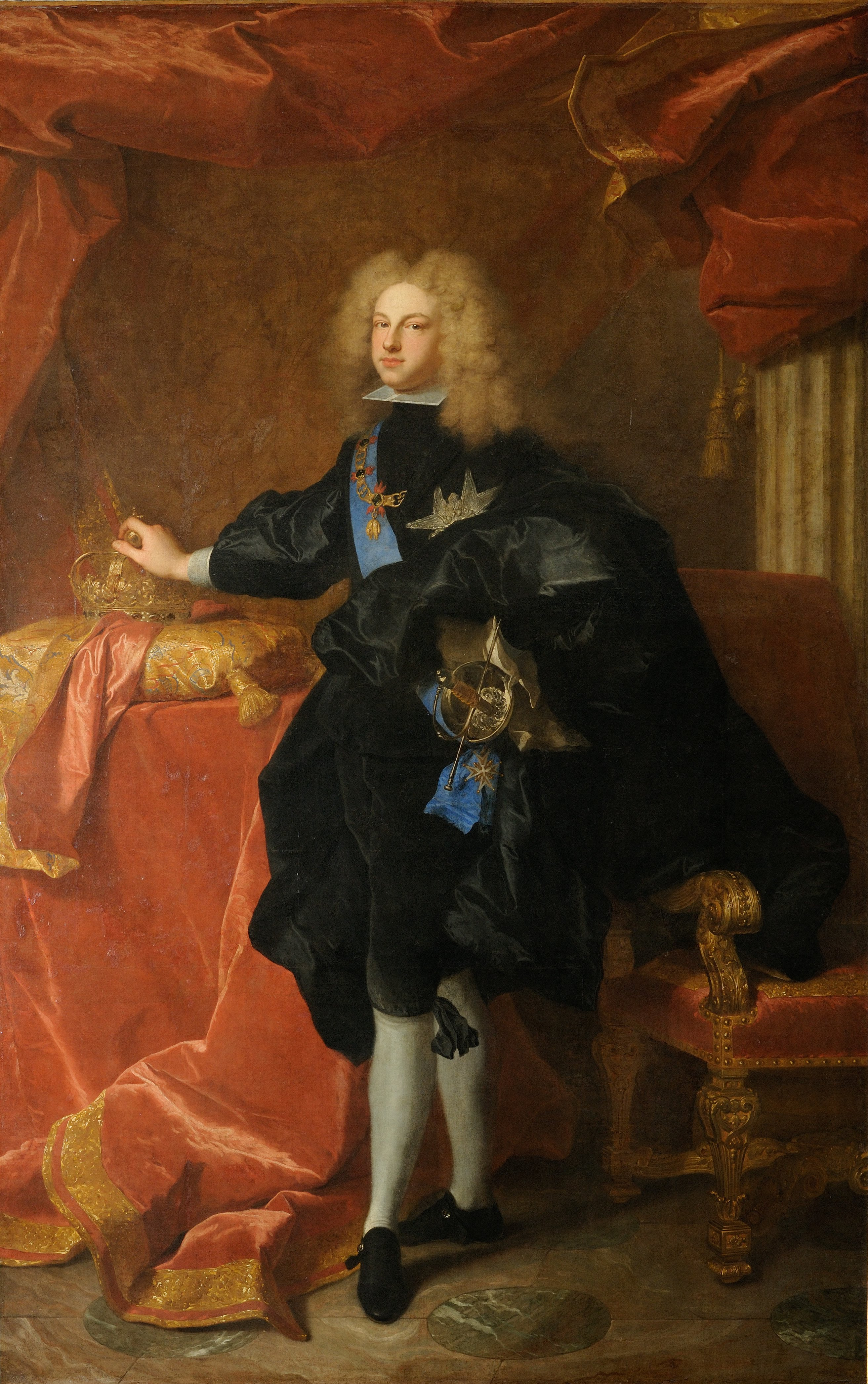
Felipe V de España.

El rey Felipe V expidió en el año 1740 la Cédula Real que fijó los límites entre la Audiencia de Quito y la Real Audiencia de Lima.
Esta Cédula nació en virtud de que era necesario determinar con claridad y precisión la limitación de la Audiencia de Quito, con respecto a la de Lima, para saber hasta qué lugar tenían jurisdicción y autoridad los virreyes de Nueva Granada y de Lima, y evitar en lo posible futuras confusiones, quedando de este modo solucionada la demarcación de ambas audiencias.

Partiendo desde Tumbez en la costa del Pacífico sigue la línea por las serranías y demás cordilleras de los Andes por la jurisdicción de Paita y Piura, hasta el Marañón a los 6º 30' de latitud Sur y la tierra adentro, dejando al Perú la jurisdicción de Piura, Cajamarca, Moyobamba y Motilones y por la cordillera de Jeveros atravesando el río Ucayali, a los 6º de latitud Sur hasta dar con el río Javarí o Jauri en la confluencia del Carpi y las aguas de este al Solimaes o Amazonas y las de este aguas abajo hasta la boca más occidental del Caquetá o Yapura, en que comienzan los límites con el Brasil.

Esta Cédula excluyó buena parte de los territorios de la región oriental ocupada desde años atrás por las misiones religiosas jesuitas quiteñas que existían en los ríos del Alto Ucayali, Marañón y Amazonas. En la parte Norte se conservaban los límites establecidos en la Cédula Real de 1563. Esta Real Cédula reformó los límites de la Presidencia y Audiencia de Quito incorporada entonces al virreinato de Nueva Granada.

### Reales Cédulas y Tratados entre España y Portugal
En el año 1747 el rey Fernando VI de España emitió una nueva Cédula Real que fijó nuevos límites a la Real Audiencia de Quito, estableciéndose que por el norte serían los mismos límites del año 1563. Por el oriente se dejó pendiente la delimitación, en vista de que se estaban realizando ciertos convenios entre España y Portugal con la intervención del Papa[cita requerida], quien trató de armonizar la compleja situación originada por ambos países, con respecto a los límites territoriales, ya que las penetraciones emprendidas por los conquistadores portugueses se adentraban mucho a las tierras en posesión de los españoles.
Para entonces los portugueses llegaron a ocupar todo el río Yapurá y el curso medio del río Negro en el extremo de la selva amazónica. El 13 de enero de 1750 el Tratado de Madrid fue firmado por Fernando y por Juan V de Portugal, dejándose de lado la línea de demarcación del Tratado de Tordesillas. En el artículo III de ese tratado el rey de España confirmó las tierras ocupadas por los portugueses como pertenecientes a la Corona Portuguesa.
El Tratado de Madrid fue anulado por el Tratado de El Pardo de 1761, que restableció la línea de Tordesillas hasta que fue abandonada definitivamente por el Tratado de San Ildefonso del 1 de octubre de 1777.
Debido a los avances de los bandeirantes luso-brasileños, España se preocupó en delimitar sus fronteras con Portugal. Por el tratado de 1777 los ríos Yapurá y Yavarí quedaron como limítrofes con los territorios portugueses, quedando algunos sectores sin la delimitación exacta. Se enviaron expediciones a la selva amazónica para que la delimitación se hiciera con base en el conocimiento de la realidad geográfica. Por España fue enviado Francisco de Requena, quien por no entenderse con la comisión de Portugal después de permanecer nueve años, dejó sin solución los puntos a demarcarse.

### Real Cédula de 1802

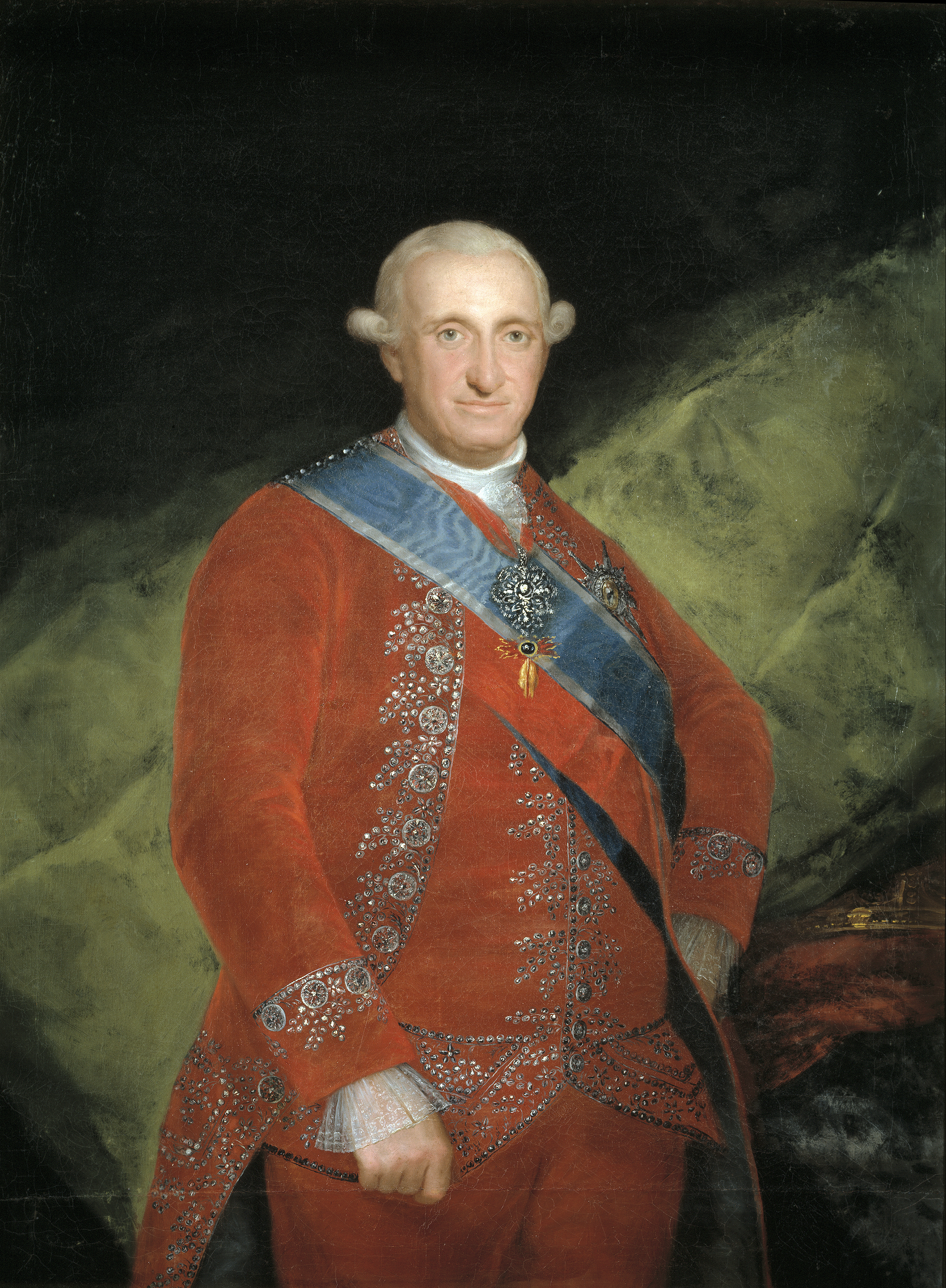
Rey Carlos IV de España.

Bajo el reinado de Carlos IV de España la Corona española dictó, el 15 de julio de 1802, una Real Cédula a inspiración de Francisco de Requena, conteniendo informes que perjudicaron a la Audiencia de Quito en beneficio de los intereses de Lima para ayudar a las congregaciones religiosas del Colegio de Ocopa, que estaban colonizando la Región Oriental del Alto Ucayali, precisamente en aquella región donde estaban antes las misiones jesuitas de Quito que expulsó España. Mediante esta cédula se escindió de la Audiencia de Quito de manera imprecisa Mainas o Maynas y Quijos.
La Real Cédula de 1802 dice:

He resuelto que tenga por segregado del Virreinato de Santa Fe y de la provincia de Quito y agregado a ese Virreinato el Gobierno y Comandancia General de Mainas con los pueblos del Gobierno de Quijos, excepto el de Papallacta por estar todos ellos a las orillas del Río Napo o en sus inmediaciones, extendiéndose aquella Comandancia General no sólo por el Río Marañon abajo, hasta las fronteras de las colonias portugueses, sino también por todos los demás ríos que entran al Marañon por sus margines septentrional y meridional como son Morona, Huallaga, Paztaza, Ucayali, Napo, Yavari, Putumayo, Yapurá y otros menos considerables, hasta el paraje en que estos mismos por sus altos y raudales dejan de ser navegables: debiendo quedar también a la misma Comandancia General los pueblos de Lamas y Moyobamba... A cuyo fin os mando que quedando como quedan agregados los gobiernos de Mainas y Quijos a es Virreinato auxilies con cuantas providencias juzguéis necesarias y os pidiere el Comandante General y que sirvan en ellos no sólo  para el adelantamiento y conservación de los pueblos, custodia de los misioneros sino también para la seguridad de mis dominios impidiendo se adelanten por ellos los vasallos de Corona de Portugal nombrando los cabos subalternos o Teniente de Gobernador que os pareciere necesarios, para la defensa de esas fronteras y administración de justicia...Así mismo he resuelto poner todos esos pueblos y misiones reunidos a cargo del Colegio Apostólico de Santa Rosa de Ocopa de ese Arzobispado...Igualmente he resuelto erigir un Obispado en dichas misiones...YO EL REY

La Cédula de 1802 formó el gobierno y la Comandancia General de Maynas con todos los territorios de la región amazónica, segregándolos de la Audiencia de Quito y agregándolo al Virreinato del Perú, al mismo tiempo que se creaba el obispado de Maynas con igual extensión.
La Cédula de 1802 no fueron bien conocidas en los territorios del Virreinato de Nueva Granada y Perú por falta de una rápida vía de comunicación entre las colonias americanas y España, razón principal que dio origen al conflicto primeramente entre la Gran Colombia y Perú y después entre Colombia, Ecuador y Perú.

### Real Cédula del 7 de julio de 1803
Debido a que el 28 de marzo de 1803 la Junta de Fortificaciones de América lo solicitó, el rey Carlos IV emitió la Real Orden del 7 de julio de 1803, por la cual en lo militar el Gobierno de Guayaquil empezó a depender Virreinato del Perú, mientras que la administración mercantil de la ciudad continuó bajo el Virreinato de Nueva Granada.

(...) debe depender el gobierno de Guayaquil del virrey de Lima y no del de Santa Fe, pues éste no puede darle, como aquel en los casos necesarios, los precisos auxilios, siendo el de Lima por la facilidad y la brevedad con que puede ejecutarlo, quien le ha de enviar los correos de tropas, dinero, pertrechos, armas y demás efectos de que carece aquel territorio; y por consiguiente, se halla en el caso de vigilar mejor, y con más motivo que el de Santa Fe, (...)

### Real Cédula del 10 de febrero de 1806
El rey dispuso que la agregación del gobierno de Guayaquil al Virreinato del Perú en lo mercantil además de lo militar:

En vista de lo que consultan Uds. en carta de 25 de marzo del año próximo anterior, sobre la provincia de Guayaquil, a consecuencia de la agregación al virreinato de Lima, debe depender de la parte mercantil de ese consulado o del de dicho Lima; se ha servido Su Majestad, declarar que la agregación es absoluta; y por consiguiente, que la parte mercantil debe depender del mencionado consulado de Lima y no de ése.

### Real Cédula del 23 de junio de 1819
Posteriormente, el 23 de junio de 1819, el Rey ordenó el regreso de Guayaquil a la Provincia de Quito que a su vez formaba parte del Virreinato de Nueva Granada.

Virrey Gobernador y Capitán General de las provincias del Perú y Presidente de mi Real Audiencia de Lima. Conformándose mi Augusto Padre, que esté en gloria, con lo que le propuso la Junta de Fortificaciones de América sobre la defensa de la plaza y puerto de Guayaquil (...); en cuya consecuencia he venido en declarar que estando ya restablecido el Virreynato de Santa Fé y en exercicio de sus funciones el Presidente y Audiencia de Quito á ésta toca atender en todas las causas así civiles y criminales del Gobierno de Guayaquil como en los asuntos de mi Real Hacienda, permaneciendo el mismo Gobierno sujeto en lo militar a ese Virreynato -del Perú-. Y para que esta mi Real determinación tenga su mas puntual cumplimiento, he resuelto preveniros, como por la presente mi Real Cédula os prevengo, dispongais inmediatamente la reposicion de la ciudad de Guayaquil y su provincia al ser y estado en que se hallaba antes de acordar en el año de 1810 vuestro antecesor el Marques de la Concordia su agregación a ese Virreynato. (...) Dada en Madrid á veinte tres de Junio de 1819. YO EL REY.10

## Historia

### Fundaciones de ciudades
Fundación de Santiago de Quito - Cuando Pizarro supo que Belalcázar había abandonado la Gobernación de Piura y se encontraba conquistando las tierras de Quito, envió a Diego de Almagro a pedir cuentas de los actos de Belalcázar, el cual explicó las razones por las cuales se había adelantado a conquistar las tierras de Quito, luego recibió el perdón de Almagro y juntos fundaron la ciudad de Santiago de Quito, a orillas de la laguna de Colta, el 15 de agosto de 1534. Esta ciudad se componía de 68 vecinos españoles, fue destruida por el terremoto de 1597. Esta fundación se efectuó apresuradamente, con el objeto de tomar posesión de las tierras de Rumiñahui, antes de que llegara Pedro de Alvarado, el cual venía desde Guatemala para conquistar las tierras mencionadas. Pocos días después, llegó Pedro de Alvarado a las llanuras de Ambato, con un ejército completamente débil; ya que muchos meses padecieron la inclemencia de la selva costanera, en la que se perdieron porque los guías indígenas, a quienes cogieron a la fuerza, lograron huir; por esta razón, no estaban en condiciones de enfrentarse con los hombres de Almagro y Belalcázar y mejor llegaron a un arreglo amistoso, que consistió en que Alvarado debía recibir cien mil pesos por los gastos que había hecho en tal malhadada expedición y, en cambio, Almagro y Pizarro consiguieron que Alvarado les cediera los barcos, caballos y hombres que quisieran quedarse al servicio de Francisco Pizarro.

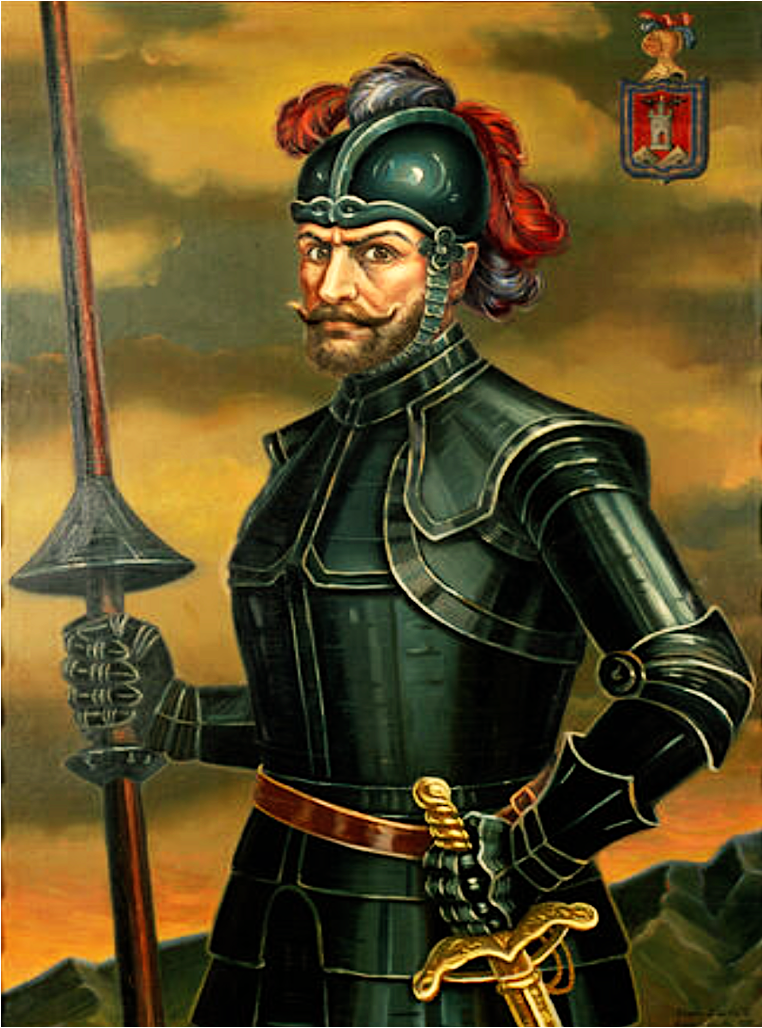
Sebastián de Benalcázar

Fundación de San Francisco de Quito - Después de los arreglos con Alvarado, Almagro fundó por segunda vez la ciudad de Quito, con el nombre San Francisco en honor a Francisco Pizarro, el 28 de agosto de 1534. El acta fue firmada en la misma ciudad de Santiago de Quito; luego encargó a Sebastián de Belalcázar que hiciera realidad esta fundación, en el mismo lugar donde se encontraba "Quito" pues Almagro se regresaba al Perú en compañía de Alvarado con el propósito de cumplir con el arreglo al que habían llegado. Para cumplir con el encargo de Almagro, Belalcázar se dirigió hacia Quito, pero solo después de cuatro meses, lapso en el que luchó y triunfó sobre las huestes del general indígena Rumiñahui, llegó a la destruida ciudad indígena de Quito. El 6 de diciembre de 1534 fue el día en el cual posesionó a las autoridades que constaban en el acta de fundación. Por eso el acta de fundación de San Francisco de Quito fue realizada definitivamente por Sebastián de Belalcázar el 6 de diciembre de 1534 y dice:

Por tanto que él, en nombre de su Majestad o del dicho señor Gobernador don Francisco Pizarro, por virtud de los poderes que su señoría tiene como su Teniente General de Gobernación e Capitán General, funda e fundó otro pueblo en el sitio e asiento donde está el pueblo que en lengua de indios se llama "Quito".

La ciudad de San Francisco de Quito contaba en su fundación con 203 vecinos, incluyendo al mismo Belalcázar. Dos semanas después de la entrada que hicieron los españoles a la segunda capital del Imperio Inca, destruido completamente por el general indígena Rumiñahui, comenzaron a delinear la nueva ciudad; se entregó un solar a cada dos habitantes. La ciudad fue poblada primero hacia la parte que hoy corresponde a la Plaza Grande y a la Avenida "24 de mayo". Los primeros alcaldes fueron Diego de Tapia y Juan de Ampudia y uno de los más importantes regidores fue Pedro de Puelles.

#### Fundación de Santiago de Guayaquil
La fundación de Guayaquil: fue un proceso que duró desde 1534 a 1547. La fundación de una ciudad es un acto jurídico único y concreto, que no puede ser un proceso. Sin embargo, en el caso de Santiago (de Guayaquil) bien podría llamárselo así por las circunstancias que la rodearon. El 15 de agosto de 1534, Diego de Almagro, ante la amenaza de Alexis Alajo, asistido por Sebastián de Belalcázar se vio obligado a fundar en Liribamba la ciudad de Santiago de Quito. Trece días más tarde, por las mismas razones y en el mismo lugar que Santiago, fundó la villa de San Francisco de Quito. La Cédula Real del 4 de mayo de 1534, establecía que toda fundación debía reunir las condiciones requeridas por la conquista. Caso contrario, recomendaba su traslado a otro lugar que sí las cumpliese. Esto ocurrió en ambos casos: San Francisco fue trasladada al lugar en que hoy se halla el territorio de Quito, el 6 de diciembre de 1534 y mantuvo así el topónimo. Santiago, fundación igual de inútil, fue trasladada a la Costa para facilitar la logística requerida para la conquista del norte quiteño, pues Paita quedaba muy distante. Belalcázar, autorizado por Pizarro remontó el Guayas y la asentó en un lugar cercano a la boca del río Yaguachi sobre el río Amay (Babahoyo) y se la conoció como Santiago de Amay (1535). Asaltada e incendiada por los bravíos Chonos se mudó a la culata del río con el nombre de Santiago de la Culata (1536). Nuevamente asolada, esta vez por la alianza de Chonos y Punáes, escapó a otro lugar y fue reconocida como Santiago de la Nueva Castilla (1537). En recurrencia trágica se refugió entre los huancavilcas “que eran gente de paz” (1542), pero nuevamente debieron huir, esta vez a la vera de un pueblo indígena llamado “Guayaquile” (1543). Desde entonces es Santiago de Guayaquil y guayaquileños sus habitantes. Nótese que el nombre de Santiago prevaleció en el tiempo. Lo cual claramente fundamenta la hipótesis que Santiago de Quito y Santiago de Guayaquil son la misma.
A raíz de la muerte de Francisco Pizarro (1541), su hermano Gonzalo se rebeló contra la Corona. Los vecinos leales al rey (por eso el título de “Muy Noble y Muy Leal Ciudad de Santiago de Guayaquil), dirigidos por el capitán Francisco de Olmos, el 6 de abril de 1547, ajusticiaron al pizarrista y teniente de gobernador Manuel de Estacio. Temiendo retaliaciones construyeron grandes balsas y encabezados por los capitanes Olmos, Rodrigo Vargas de Guzmán y Toribio de Castro, 140 personas con su menaje cruzaron el río Amay. El 25 de julio de 1547, día del apóstol Santiago patrono de la ciudad, atracaron en Las Peñas y asentaron la ciudad en la unión cimera de los cerros que hoy se conocen como Santa Ana y del Carmen. A partir de entonces, luego de 13 años de trashumancia que parecía no tener final, cesan las luchas que un puñado de hombres sostuvo por aferrarse a su río como promesa de vida, movilidad y progreso. En el acta del cabildo celebrado el 24 de julio de 1781, el Ayuntamiento dispone que el 25, día de la fiesta del Apóstol Santiago, también debía solemnizarse con el paseo del “Real Estandarte, en memoria de la conquista de la ciudad y su provincia”. Véase Guayaquil

#### Fundación de Ciudades de la Audiencia de Quito

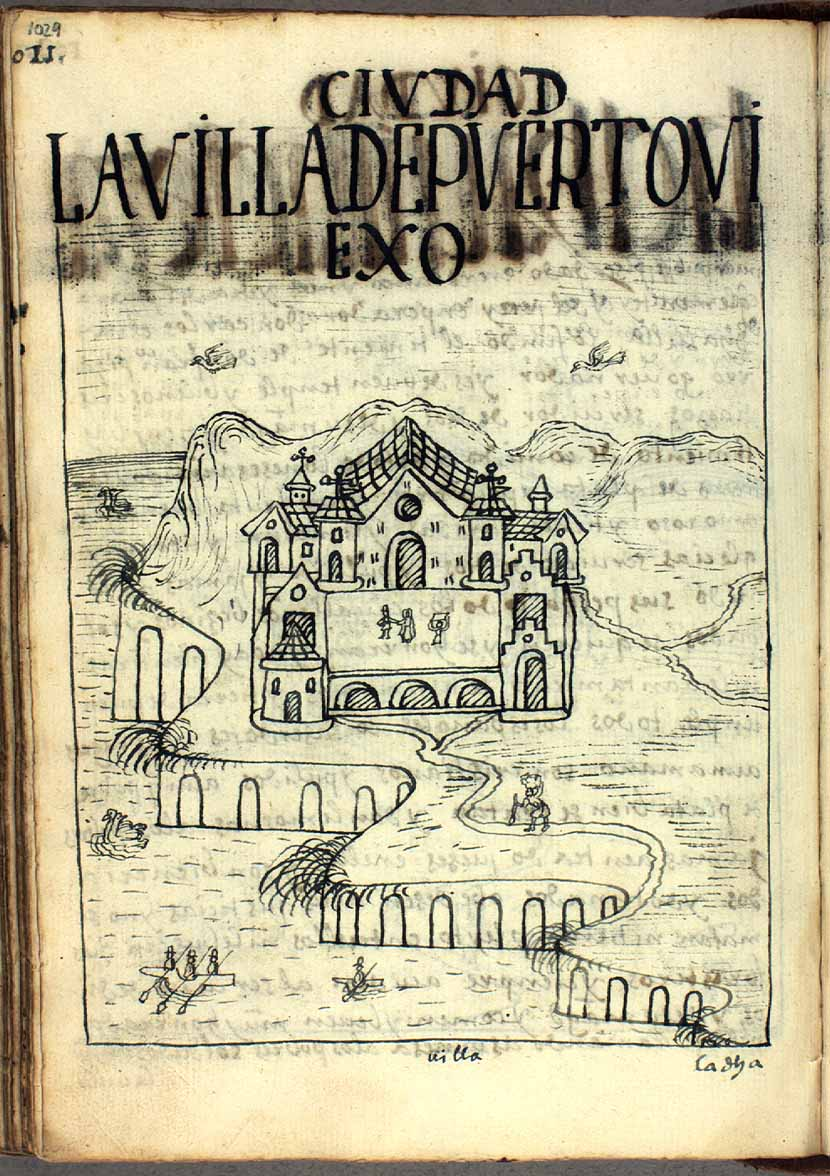
Ciudad la Villa de Puerto Viexo del Perú, según Felipe Guamán Poma de Ayala.

Pasto, Popayán, Buenaventura, Cali, Buga, Cuenca, Loja, Zamora, Riobamba, Ambato, Macas, Portoviejo, Jaén, Iquitos, Tumbes.

### Primeras exploraciones a la Cuenca del Río Amazonas
Mientras en la Costa y Región Interandina se fundaban ciudades, villas y asientos, de acuerdo con las capitulaciones o convenios reales, también se fundaba y conquistaba el Oriente del territorio de Quito. Entre las Principales exploraciones se mencionan las siguientes:
- En 1539, Gonzalo Díaz de Pineda entró a Baños y siguió al país de Canela, fundando el asiento de Sevilla de Oro (Macas).
- En 1541, Gonzalo Pizarro, gobernador de Quito y Francisco de Orellana, gobernador de Guayaquil realizan la magna conquista de la Amazonía que concluye con el descubrimiento del río Amazonas.
- En 1541 Pedro de Vergara, conquistó el oriente del Azuay: Yaguarzongo, Paltas, Huancabamba y Bracamoros.
- En 1546, Alonso de Mercadillo, por mandato de Gonzalo Pizarro, fundó la ciudad de Loja.
- En 1548 Hernando de Benavente y Nuñez de Bobadilla, entran al Oriente del Azuay por la cuenca del río Paute y exploran la región de Santiago-Méndez, habitada por los jíbaros, salvajes cazadores de cabezas.
- En 1548, Gil Ramírez Dávalos funda las villas de Maspa, Baeza y Ávila.
- En 1552, Egidio Ramírez Dávalos realizó la fundación de Quijos.
- Entre 1557 y 1559, el gobernador de Yaguarzongo, Bracamoros y Macas, Juan de Salinas Loyola salió de Loja, y siguiendo el curso del río Zamora al San Francisco, fundó las ciudades de Logroño, Valladolid y Loyola, llegó al Pongo de Manseriche y bajó por el río Amazonas hasta la confluencia con el Ucayali.
- En 1558, Francisco Pérez de Quezada, conquistó las regiones de Apoporis y del Vaupés, fundando las poblaciones de Mocoa y Esija.
- En 1560, Gil Ramírez Dávalos, fundó la ciudad de Archidona, y la villa de San Juan de Tena.
- En 1563, antes de la emisión de la Cédula Real de ese año, por orden el gobernador de Quito Melchor Vásquez de Ávila, Andrés de Contero, fundaron la ciudad de Alcalá del Río y realizan una nueva fundación de Archidona y de Ávila.
- En 1572, Pedro de Vergara, siguiendo el río Zamora y el Santiago bajó hasta el río Marañón y buscando el río Pastaza llegó al río Rimachuca.

#### Descubrimiento del río Amazonas

Francisco de Orellana

Durante la conquista de Quito llegó a los oídos de los españoles una leyenda respecto a la existencia del país de El Dorado. Los indígenas narraban que por el oriente existía un pueblo con templos y palacios hechos de oro, donde el cacique se cubría el cuerpo con polvo del apreciado metal. Se decía que tanto oro existía que dicho metal se lanzaba a las lagunas en homenaje a sus dioses. Además complementaban la leyenda diciendo que en esas regiones existía infinidad de árboles de canela. Esta leyenda despertó la codicia de los españoles, especialmente de aquellos que desempeñaban funciones oficiales y que fácilmente podían organizar expediciones. De esta manera el que primero penetró en la Región Oriental en pos del Dorado fue Gonzalo Díaz de Pineda en el año de 1538.
El año 1539 llegó a Quito Gonzalo Pizarro en calidad de gobernador nombrado por su hermano Francisco Pizarro. De inmediato conoció dicha leyenda y antes que gobernar a Quito, se preocupó de organizar la expedición hacia el país de "El Dorado"; reunió 300 españoles, 4.000 indios y cantidades suficientes de cerdos, gallinas, llamas, caballos y más vituallas para el viaje. Oportunamente invitó a que participe a su amigo Francisco de Orellana que se encontraba de Gobernador de Guayaquil; como éste no llegó en la fecha acordada, Pizarro dio la señal de partida en medio de repiques de campanas y de lloros de los que les despedían.
Gonzalo Pizarro siguió la misma ruta de Gonzalo Díaz de Pineda; es decir: Tumbaco, Guamani, Papallacta, Cosanga, Baeza y Sumaco. Pero al cruzar la Cordillera Oriental de los Andes empezaron a sentir la dureza del clima, centenares de indios y varios españoles murieron congelados o despeñados. Al fin llegaron a la llanura del Cosanga, donde el clima sofocante y la selva les impedía avanzar. Continuaron hasta las faldas del volcán Sumaco, donde resolvieron descansar. Mientras Gonzalo Pizarro descansaba le dio alcance Francisco de Orellana, acompañado de 27 españoles. Los expedicionarios continuaron hasta las orillas de Coca, donde se les agotaron los alimentos; para calmar el hambre comieron pepas de los árboles, hojas, la carne de los caballos y aún las suelas de sus zapatos. Para ir a buscar alimentos Gonzalo Pizarro hizo construir una pequeña embarcación y ordenó que Orellana lo hiciera.
Francisco de Orellana y 53 españoles tomaron la pequeña embarcación el 26 de diciembre de 1541 y se dejaron arrastrar por las aguas del río Coca, con el fin de encontrar alimentos. Pero cuando se dio cuenta de que resultaba difícil regresar a la corriente de las aguas, se hizo Orellana nombrar Jefe de la Expedición y resolvió seguir navegando, dejando a Gonzalo Pizarro a su suerte. Después de varios días llegó al Napo y continuando aguas abajo, el 12 de febrero de 1542 penetró en el caudaloso río Amazonas.
Orellana y Alajo continuó navegando por este río por más de ocho meses y el 24 de agosto del mismo año llegó al Océano Atlántico, continuó su viaje a España para dar cuenta al rey de este descubrimiento. Carlos V lo nombró gobernador de las tierras descubiertas que las denominaron Nueva Andalucía. Cuando regresaba Orellana para hacerse cargo de dicha gobernación, se asegura que murió ahogado en las aguas del mismo río que le cubrió de inmortalidad. Mientras tanto Gonzalo Pizarro, cansado de esperar a Orellana, acusándole de traidor resolvió regresar a Quito, sin encontrar ni una pepita del oro que buscaba. Después de vencer toda clase de dificultades llegó a la ciudad de donde había partido, en junio de 1543, en compaña de 80 españoles sobrevivientes, pero todos estaban flacos, enfermos y semidesnudos.

## Sociedad
Durante la colonia las clases sociales se establecieron en base de la situación económica y del poder de mando que ejercían sobre los demás, de acuerdo con lo cual existían dos grandes clases sociales: la dominante y la dominada.

### Estratificación social
Era la que ejercía el poder económico de mando sobre las demás o ambos a la vez. Estaba constituida por los españoles (Peninsulares) y los criollos. Vivían concentrados en las recién fundadas ciudades de la Audiencia de Quito. La mayoría de las ciudades se encontraba en las montañas (sierra) debido a que la temperatura era saludable, los indígenas eran civilizados y menos hostiles, y había Caminos del Inca que conectaban las ciudades con la Audiencia de Lima. Además la costa tenía pocas ciudades debido al clima tropical, la fiebre amarilla, indios belicosos y la poca presencia de civilización.

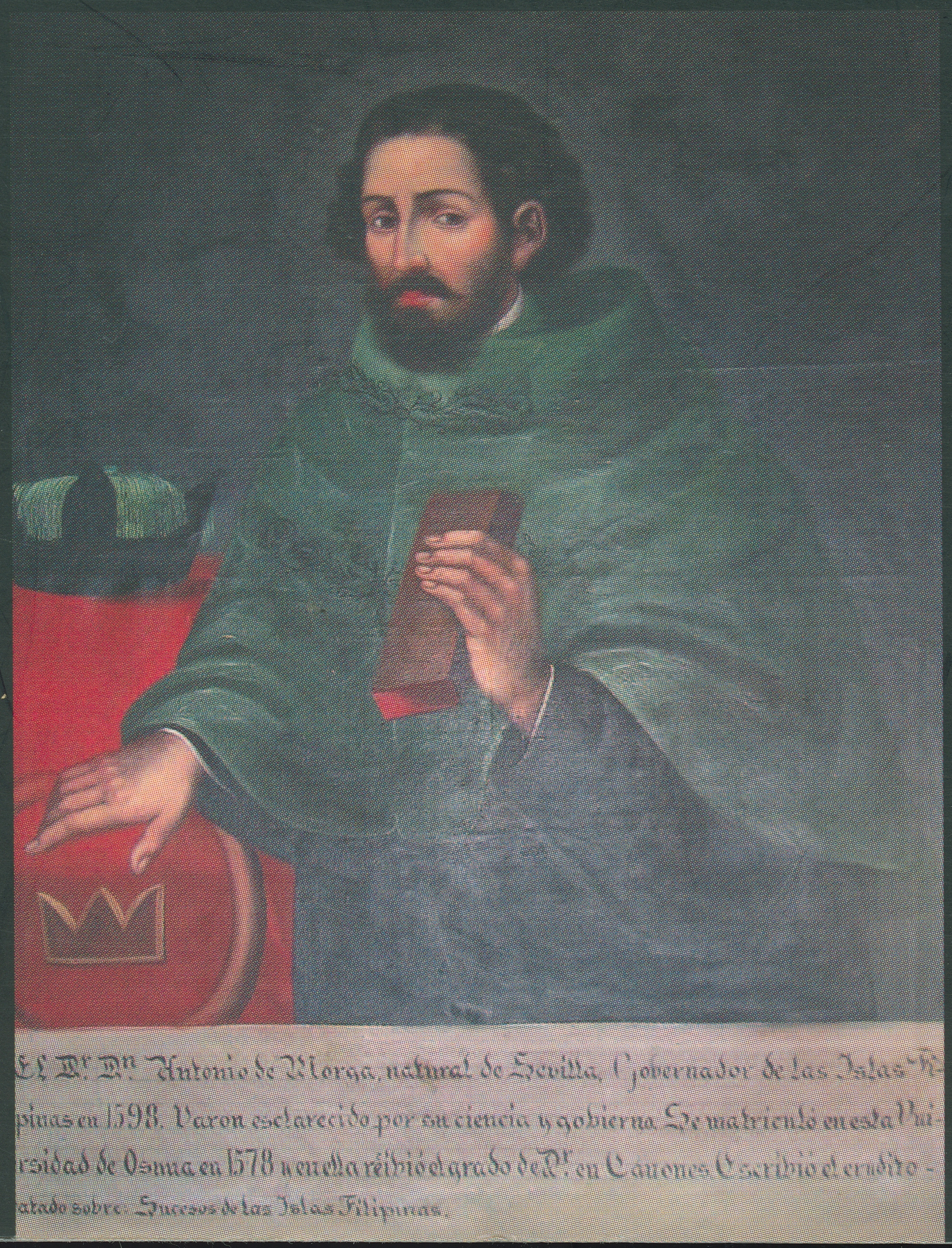
Antonio de Morga, Presidente de la Audiencia

Los europeos - Eran personas nacidas en dicho continente que llegaron al Continente Americano, al principio como conquistadores, luego en calidad de autoridades, religiosos, científicos y misioneros. La Corona Real creyó conveniente nombrar a los peninsulares para que ocupen los cargos más importantes en sus posesiones y de esta manera asegurar su total dominio en ellas. Muchos fueron personas destacadas, de origen nobiliario y personas de confianza del Rey por lo que fueron designados a la Audiencia de Quito con el fin de desarrollar el territorio. Después de los conquistadores que tuvieron un rol además como gobernadores, sería el caso de Sebastián de Belalcázar y Francisco de Orellana, vendrían las personas que llegaron de Europa con otros fines como sería Jodoco Ricke, sacerdote de Flandes quien fue designado para educar a Francisco de Atahualpa, hijo del Inca. Ricke junto a Pedro Gosseal empezarían el Colegio de San Andrés que daría inicio a la famosa escuela quiteña de arte donde destacarían muchos indígenas y mestizos. Diego de Robles destacaría en la escultura dando inicio a la advocación mariana por la Virgen de Guadalupe, y sus cultos respectivos de la Virgen de Guápulo y Virgen del Quinche. El colegio de San Andrés sería impulsado por el gobernador Gil Ramírez Dávalos, otro peninsular destacado que además fundaría la ciudad de Cuenca. Serían importantes exploradores y misioneros com Gonzalo Díaz de Pineda, Samuel Fritz, y Juan Magnin. Estos dos últimos fueron destacados misioneros en Maynas que desarrollaron  Mapas de la región. Fritz en particular hizo el primer mapa del Río Amazonas, publicado en Quito durante los primeros años del siglo XVIII. Muchos fueron Presidentes de la Audiencia, Gobernadores y Tenientes de Gobernador. Dentro de los más destacados se encuentran Miguel de Ibarra, fundador de la ciudad de Ibarra, Antonio de Morga Sánchez Garay, cronista de Filipinas y además presidente de la Audiencia durante dos décadas, Lope Antonio Munive, Juan José de Villalengua, Francisco de Carondelet, Juan Pío Montufar y Frasso entre otros. Carondelet y Villalengua fueron importantes reformadores ilustrados de la Audiencia que buscaron modernizar las instituciones que existían. Además destacó el obispo Pérez Calama en el ámbito lingüístico y religioso, y por su parte Blas Sobrino en los últimos días de la Audiencia de Quito. En lo eclesiástico se debe nombrar a Alonso de la Peña Montenegro importante obispo del siglo XVII y autor del libro Itinerario para párrocos de Indios. Muchos funcionarios europeos que llegaron a América buscaron emparentarse con criollos para lograr controlar obrajes, obrajeros o batanes. También colaboraron con ellos para conseguir títulos nobiliarios de parte del rey, como fue el caso de Miguel de Ibarra. No todos venían de España, especialmente en el caso de misioneros que venían de otros lugares de Europa. A través de su trabajo lograron formar la cultura durante la Audiencia en los ámbitos científicos, literarios, filosóficos, artísticos, espirituales y culturales, que rápidamente fueron aprendidos por los criollos. Por ejemploe, en lo espiritual se debe destacar a Diego Álvarez de Paz que con sus escritos dio inicio al culto al sagrado corazón de Jesús. Su legado difundido en el siglo XVI fue continuado en el XVII por el criollo Pedro de Mercado. De igual forma Mariana de Jesús Torres religiosa destacada en el ascetismo de Ecuador daría origen a la expresión criolla del mismo con Mariana de Jesús Paredes.

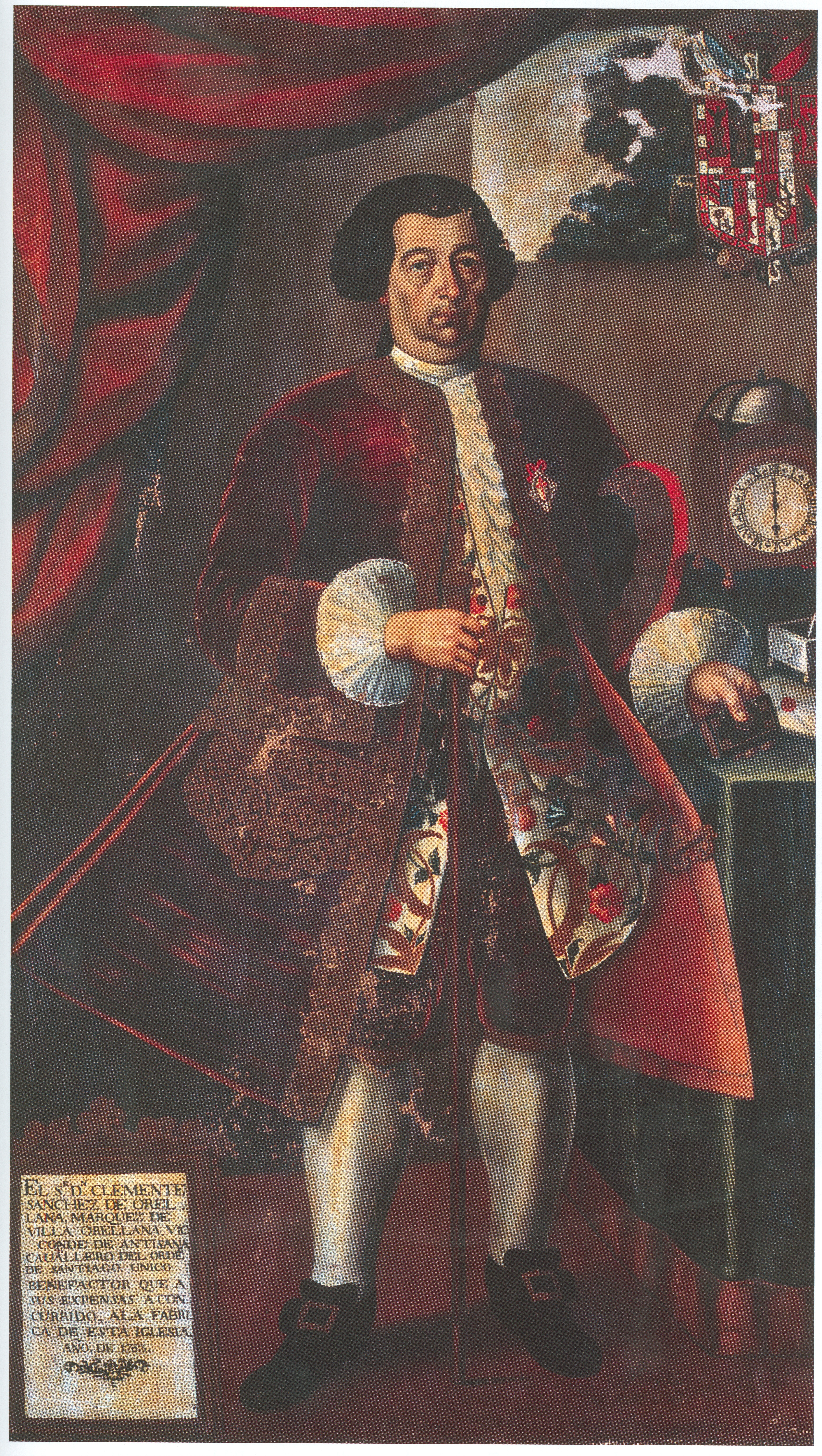
Clemente Sánchez de Orellana, Marqués de Villa Orellana

Los criollos - Se denominaban así a los hijos de los españoles que nacieron en América y en este caso, en la Audiencia de Quito, quienes por el hecho de haber nacido en territorio colonial no tenían el mismo poder que los peninsulares, no podían ocupar ciertos cargos públicos; pero también eran adinerados, dueños de grandes extensiones de tierra que habían heredado a los conquistadores y colonizadores de esta comarca, varios de ellos estudiaron en Europa y tenían supremacía y mando sobre la clase dominada. Fueron al inicio importantes encomenderos. Algunos de ellos se casaron con la nobleza indígena, dando como producto a los mestizos. Destacaron tanto en la literatura, como sería el caso de Antonio de Bastidas, Gaspar de Villarroel, José de Orozco o Pedro Berroeta. Otros lo harían en la filosofía como fue el caso de Leonardo de Peñafiel, Alonso de Peñafiel, Jacinto Morán de Butrón, y especialmente Juan Bautista Aguirre quien renovaría la escolástica de la real audiencia de Quito con un método más empírico y científico. Algunos criollos serían importantes pintores como Pedro Bedón, quien destacó además como defensor de indígenas frente al conquistador Juan de Salinas y Loyola. Otros serían destacarían en la historia, la escritura espiritual y moral como Pedro de Mercado, primer historiador de la Audiencia y que sería sucedido por Jacinto Morán de Butrón y Juan de Velasco. De especial mención son los criollos místicos como Mariana de Jesús Paredes, Catalina de Jesús Herrera y Gertrudis de San Ildefonso. Muchos destacarían en la política con especial mención a Lope Díez Armedáriz, primer virrey criollo de Nueva España. Dentro de las familias de criollos más poderosas en la Audiencia fueron los Sánchez Orellana, entre los cuales Clemente Sánchez de Orellana y Félix Sánchez de Orellana fueron importantes. Lograron obtener títulos nobiliarios como especialmente com condes y marqueses. Destaca el conde de la casa Jijón: Miguel de Jijón y León, gran ilustrado quien junto a Pablo de Olavide (criollo de Lima) propondrían varias reformas de apertura comercial, tecnificación del agro, poblamiento de regiones e incluso un canal en Panamá. Destacaron especialmente en la ciencia como sería el caso de Pedro Franco Dávila, llegando a ser miembro de la Royal Society, Pedro Vicente Maldonado, importante geógrafo y autor de la Carta de la Real Audiencia o Antonio de Alcedo quien escribiría una enciclopedia de todo el territorio americano. Los criollos tendrían una participación importante en la independencia de Ecuador, tal sería el caso de José Mejía Lequerica, Juan Pío Montúfar y Larrea, Vicente Rocafuerte, José Joaquín de Olmedo o Jacinto de Bejarano

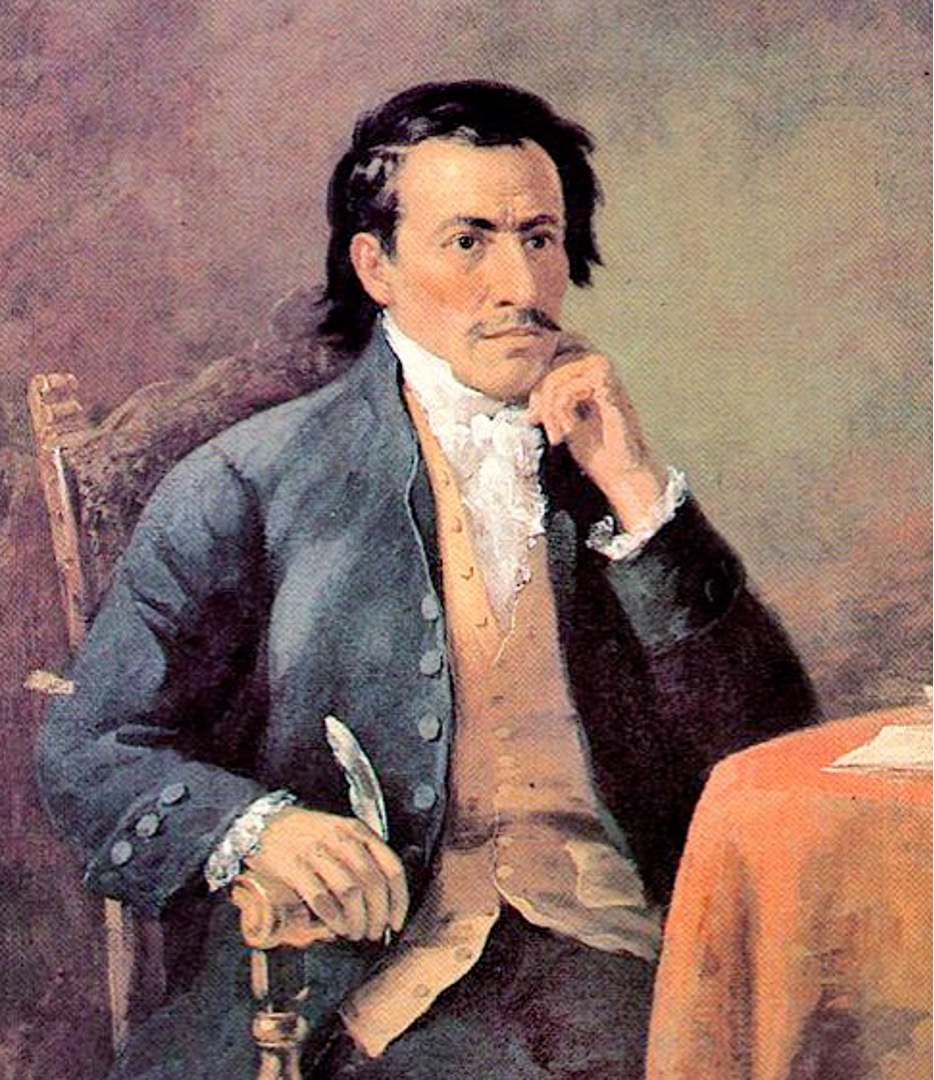
Eugenio de Santacruz y Espejo, científico ilustrado

Los mestizos - Nacieron fruto de la unión entre indígenas y españoles. Esta unión fue por matrimonios de conveniencia, entre nobleza española e indígena, o también por hijos no legítimos o de familias no reconocidas. Los mestizos al igual que los indígenas fueron importantes traductores y tuvieron un rol destacado dentro de la Audiencia de Quito. Los mestizos hijo de familias nobles fueron clave para mantener el orden social durante esta época. Se destacaron en ámbitos como la música, la pintura y actividades productivas en los obrajes de Quito y en los astilleros de Guayaquil. El caso más destacado de un mestizo, dentro de los primeros años de esta época fue Diego Lobato de Sosa y Yarucpalla, hijo de un conquistador y una palla, mujer noble indígena que sería una de las tantas mujeres de Atahualpa. Junto al indígena Francisco de Atahualpa, serían clave para mantener el orden social después de la fundación de San Francisco de Quito. Además Diego Lobato sería importante músico, uno de los primeros maestros de capilla de la catedral de Quito. En este ámbito también destaca Diego Pillajo, compositor mestizo cuya música desarrollada en la Catedral de Ibarra durante el siglo XVIII fue muy destacada. Los mestizos también destacaron en el arte, como fue el caso de Miguel de Santiago, el pintor más destacado del siglo XVI. A esta categoría también pertenecen los pintores Nicolás Javier de Goríbar e Isabel de Santiago. En la escultura destacó Berardo de Legarda, quien ganaría fama y mucho dinero con sus vírgenes de Legarda en el siglo XVIII. El español Rodrigo de Salazar Gobernador de Quito se casaría con una mujer indígena de donde surgirián importantes mestizos durante los primeros años de la Real Audiencia de Quito. Durante los primeros años del siglo XVII destacaría Francisco Tomalá del Castillo Rojas y Benalcázar, descendiente de la poderosa dinastía Tomalá quienes venían de los indígenas Punaes y enfrentaron la conquista inca, española y después los ataques piratas al golfo de Guayaquil. Muchos mestizos destacados surgen en el siglo XVIII provenientes de uniones familiares entre nobleza indígena que buscaría mantener sus propiedades con otras familias de mestizos o criollos. Tal sería el caso de Manuel Inocencio Parrales y Guale, quien impulsaría varias reformas a la tenencia de la tierra en Manabí. En el ámbito científico uno de los más destacados fue Eugenio de Santa Cruz y Espejo, quien era hijo de Luis Espejo, otro mestizo nacido en la Audiencia de Lima y de la criolla Catalina Aldáz. Junto a su hermana Manuela de Santa Cruz y Espejo fueron importantes precursores de la independencia de Ecuador. La categoría de mestizos que durante la etapa virreinal hacía referencia a una clase social específica en la república tomó un nuevo significado para referir a una persona con origen mixto o mesclado en general. 

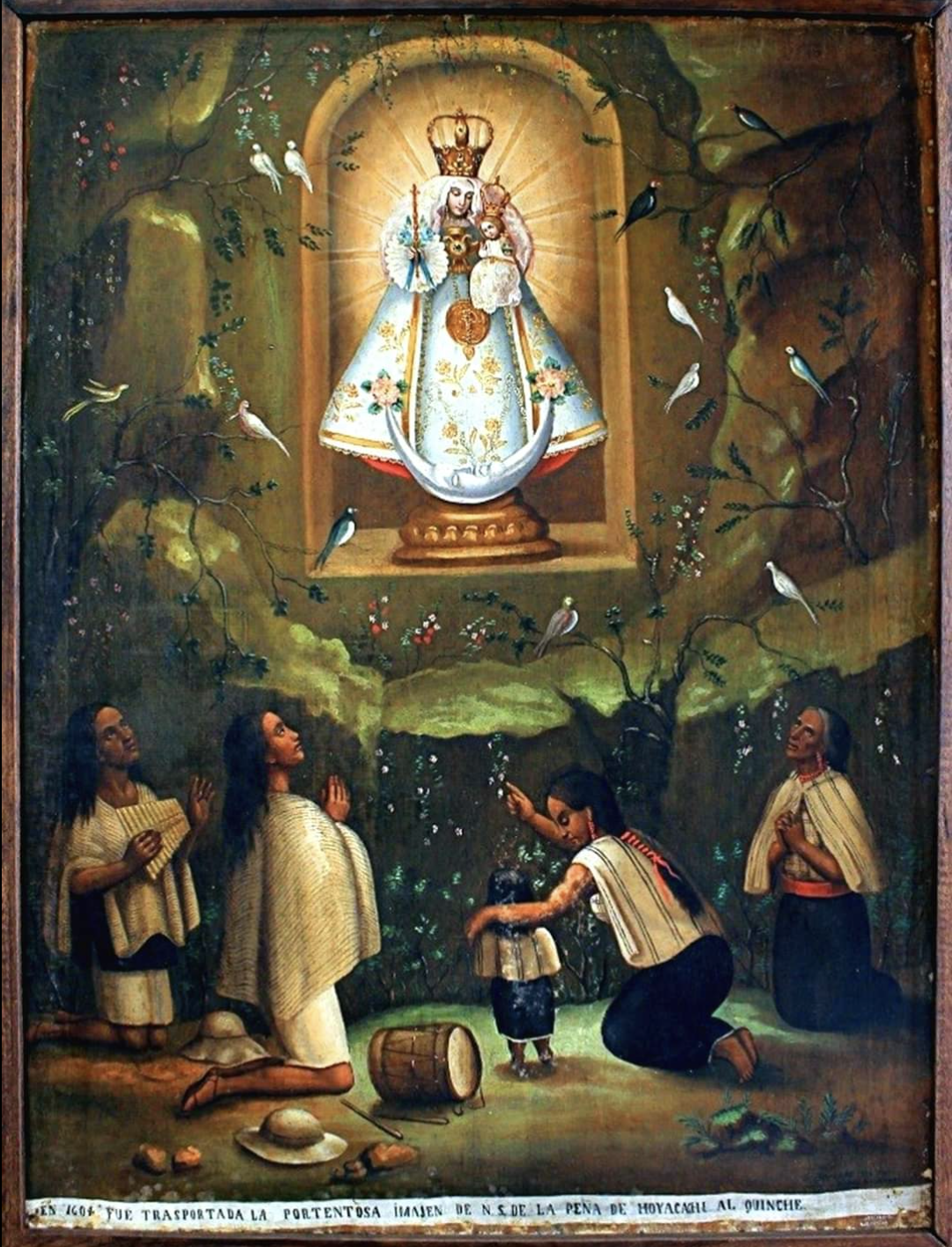
Milagro de la virgen del Quinche, cuadro siglo xix

Los indígenas - Fueron los más numerosos de la Audiencia de Quito, tanto en la sierra, como en la costa y amazonía. Por un lado los indígenas de la costa vivieron un rápido mestizaje y por otro lado en los andes hubo una importante inmigración indígena desde finales del siglo XVI hasta inicios del siglo XVII lo que hizo que aumente su población. Algunos provenientes de la costa y otros que huían de las minas de Popayán se asentaron entre las ciudades de Pasto y Riobamba, en lo que fueron los obrajes de la Real Audiencia de Quito. Por otro lado, se conoce que en Manabí existían muchas reducciones que conformaron después las ciudades de la provincia como Jaramijó, Charapotó, Manta, Chone. Muchos caciques indígenas fueron importantes y mantuvieron su poder, propiedades extensas, se convirtieron en encomenderos y se casaron con importantes familias terratenientes. Tal fue el caso de los importantes gobernadores Francisco Chapi y Baltasar Zamán. Servían como caciques locales y traductores entre la población aborigen y las autoridades civiles y eclesiales. También cumplieron un rol importante en la pacificación de la Gobernación de Esmeraldas haciendo frente a los zambos. Contrario a lo que se cuenta sobre la historia indígena, algunos indígenas lograron obtener reconocimiento de hidalguía, viajaron a España y fueron condecorados. Este sería el caso de la dinastía Tomalá, donde Diego de Tomalá y después su hijo Francisco de Tomalá serían militares importantes, precursores de la armada de Ecuador. Contaban con reconocimiento de hidalguía por su defensa del golfo de Guayaquil y se emparentaron con una importante familia de Lima, mesclando su desendencia lo que daría como producto a su hijo mestizo Francisco Tomalá del Castillo Rojas y Benalcázar. Se caracterizaron además de su habilidad como traductores por su asimilación a la cultura española, vistiendo las clásicas lechuguillas en el cuello. A través de esto, muchos indígenas de sus comunidades imitando a sus élites y se asimilaron a la cultura española. Por su parte en la sierra, los indígenas también destacaron, con especial mención a los descendientes de Atahualpa. El más importante, Francisco de Atahualpa, con el mismo nombre que su padres después del bautizo, fue uno de los indígenas más importantes de los primeros años después de la conquista. Tuvo educación privilegiada con Fray Jodoco Ricke y fue pieza clave para mantener el orden durante estos años. Un rol colaboracionista similar sería el de Carlos de Atahualpa, su hermano que junto al mestizo Diego Lobato ayudaron a intermediar entre los europeos y los americanos. Tanto Francisco como Carlos, así como Mateo Inca Yupanqui quien fuera hermano de Atahualpa se educaron en el prestigioso Colegio de Caciques San Andrés, donde además de los profesores europeos también contaba con Jorge de la Cruz Mitima y Francisco Morocho quienes fueran indígenas. En el arte destacaron varios indígenas como fueron Andrés Sánchez Gallque autor del reconocido cuadro los Los Mulatos de Esmeraldas, también lo haría, Manuel Chili Caspicara, uno de los escultores más importantes de la escuela quiteña, cuya imagenería llegaría a cobrar mucha fama y sería demandado en esta época. En la música sería importante Juan Mitima, quien destacaría en la interpretación de sacabuches. Su rol en la pintura, escultura y música sería decisivo para la formación de la cultura de Ecuador, aunque la literatura no sería incentivada por la corona, por lo que se recuerda el triste caso de censura de Jacinto Collahuazo, poeta de Otavalo. En particular en la música pondrían una impronta importante en la expresión de los géneros como el sanjuanito, el albazo o el fandago de Otavalo y de Baba. Además se crearía en el siglo XVIII un género musical llamado "guamán" que alternaba música religiosa con pasacalles y sería muy importante en la ciudad de Cuenca. En la actualidad la cultura indígena reconocible que incluye vestimenta como los textiles hechos de lana de obeja, el idioma quichua, los géneros musicales mencionados, así como la forma específica de festejar el inti raymi (fiesta de San Juan), corresponden a este periodo colonial, que formó la cultura indígena actual. En otras palabras, la cultura indígena contemporánea es la conservación de la cultura colonial, que se desarrolló gracias a estas destacadas personas. En lo político los indígenas que se aliaron con los españoles retuvieron sus territorios, podían tener su derecho propio siempre y cuando no contradiga las leyes de indias, y también retuvieron su estatus de nobleza indígena. Por nombrar algunos caciques importantes encontramos a Santiago Pilamunga y su hijo Diego Pilamunga en la sierra, ambos caciques de Santiago de Chimbo y también a Rafael de Cumbibamba. Por su parte en la costa destacan especialmente las mujeres María Caiche y Catalina Xaume quienes eran encomenderas en el Golfo de Guayaquil y la cuenca del río Guayas. Mientras que los indígenas de la costa se integrarían al sistema monárquico español convirtiéndose en importantes encomenderos, gobernadores y redujendo su territorio en lo que en la actualidad son muchos pueblos de Ecuador, en la sierra se incorporaron al sistema de obrajes que iba desde Riobamba hasta Pasto, siendo importantes productores de textiles. En el sur de los andres fue importante el comercio de la quinina. Su asimilación se dio gracias a la colaboración de la élite indígena así como por la difusión de la religión católica en las advocaciones marianas de Nuestra Señora de El Quinche, el Cisne, de Agua Santa y Guápulo. Por otro lado en la amazonía, los indígenas no fueron integrados por completo al sistema monárquico y los proyectos de misiones de maynas debieron ser continuados por las misiones a la amazonía durante la república, logrando consolidar el control de dicho territorio a finales del siglo XIX e inicios del XX. Por esta razón se conoce del comportamiento poco pacífico de los indígenas de esta región, donde se recuerda el levantamiento violento encabezado por Jumandi a finales del siglo XVI.

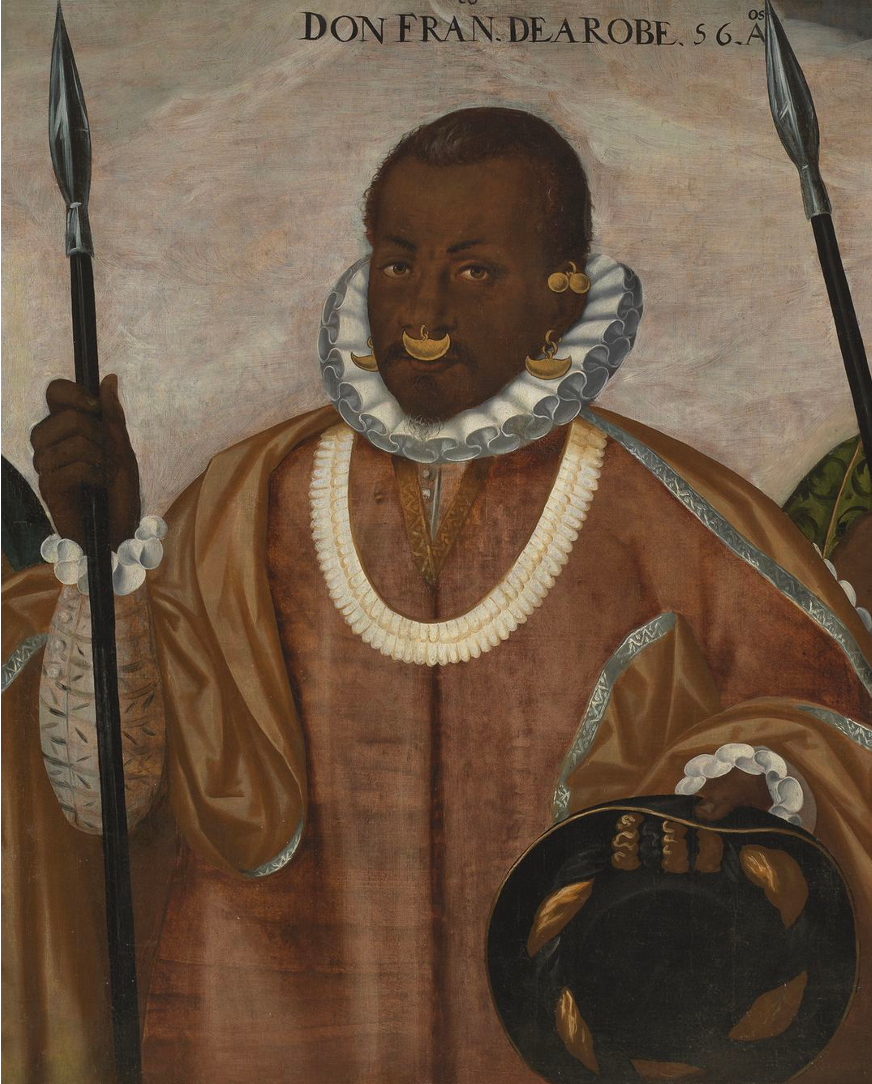
Francisco de Arobe, Gobernador de Esmeraldas

Los negros, mulatos y zambos- Debido a las gestiones realizadas por el padre Bartolomé de las Casas, los Reyes de España permitieron el tráfico de negros esclavos de África a las posesiones americanas, con el propósito de que estos remplacen a los indígenas en los trabajos agrícolas de los trópicos y en las minas. En la provincia en la que más negros existieron durante la colonia fue (Esmeraldas), debido a que en el siglo XVI frente a esta provincia naufragó un buque cargado de esclavos y los que lograron salvarse fugaron por las montañas, quedando libres definitivamente. Durante la colonia, al negro le ocupaban en la agricultura, minas y en servicios domésticos; eran caros, su precio dependía de la edad y sexo. Las negras en cinta y los jóvenes con experiencia en trabajos agrícolas estaban cotizados en los más altos precios. En la sierra y el resto de la Audiencia de Quito hubo casi ninguno. Por su parte los mulatos y zambos eran el resultado de las mezclas de negros con españoles (mulato) y negros con indígenas (zambo, raza). Eran numéricamente pocos debido a que no hubo muchos españoles y negros en la Audiencia de Quito para mezclarse. Los mulatos y zambos se encontraban en la Costa con los negros y españoles dedicados a los trabajos agrícolas del trópico y la construcción de buques. Dentro de las personas más destacadas de este grupo se encuentra Alonso de Illescas y Francisco de Arobe como gobernadores de Esmeraldas. También el hijo de Alosnso, quien se llamaria como su padre Alonso Sebastián de Illescas sería un zambo importante durante el inicio del siglo XVII.

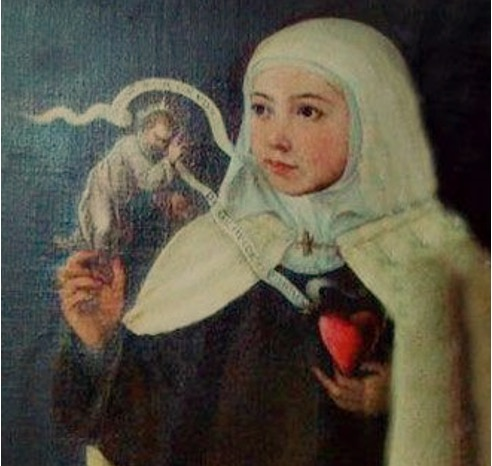
Teresa de Cepeda y Fuentes

Los judíos- Uno de los grupos con menor representación y mayor dificultad de su estudio son los judíos. Sin embargo forma parte importante de la historia de los judíos en Ecuador. De los que fueron a la Real Audiencia de Quito se conoce que eran sefardíes y se les divide en dos grupos, por un lado los judíos convertidos, cristianos nuevos que fueron importantes durante la conquista, y por otro lado los judíos que huyeron a América para evitar la persecución de la inquisición. En el caso del primer grupo se conce que Juan de Salinas y Loyola, gobernador de Yahuarzongo fue familiar de Ignacio de Loyola, importante cristiano nuevo que después empezaría la orden religiosa de los jesuitas. Un caso similar es el de Lorenzo de Cepeda, hermano de Santa Teresa de Jesús, importante religiosa católica quien se convertiría a dicha religión y venía de una familia judía. Lorenzo destacaría durante los primeros años de la ciudad de Quito y tendría una hija, Teresa de Cepeda y Fuentes quien nacería en América y después regresaría a Europa junto a su padre. En el caso del segundo grupo se conce que muchos judíos huyeron además del control de la inquisición de Lima y para evitar la oficina del santo oficio en Quito, optaron por quedarse en el sur de la Audiencia, poblando la ciudad de Loja, Zaruma, Cuenca, y Chimbo. Existen algunos casos de judíos que fueron procesados por la inquisición de Lima, como fue Simón Ossorio. Los estudios de este marginado grupo son difíciles por la falta de documentos historiográficos, sin embargo se sabe que en la región austral donde se asentaron existieron diferencias con el resto del territorio: asuencia de grandes terratenientes como en la sierra norte, economía que giraba alrededor del comercio de la quinina, antes que de la producción de textiles o barcos en los astilleros, comida tradicional que evitava el cerdo y mezclar los lácteos con la carne de res, así como algunas canciones religiosas que solo hacen mención a personajes del antiguo testamento. 

## Economía
En la Audiencia de Quito se establecieron varias instituciones para mejorar la economía de los españoles, sus descendientes y la Corona, en base de la explotación del trabajo de los indígenas y negros. Entre estas encontramos las encomiendas, mitas, obrajes y reducciones.

### Sistema fiscal

#### Encomiendas

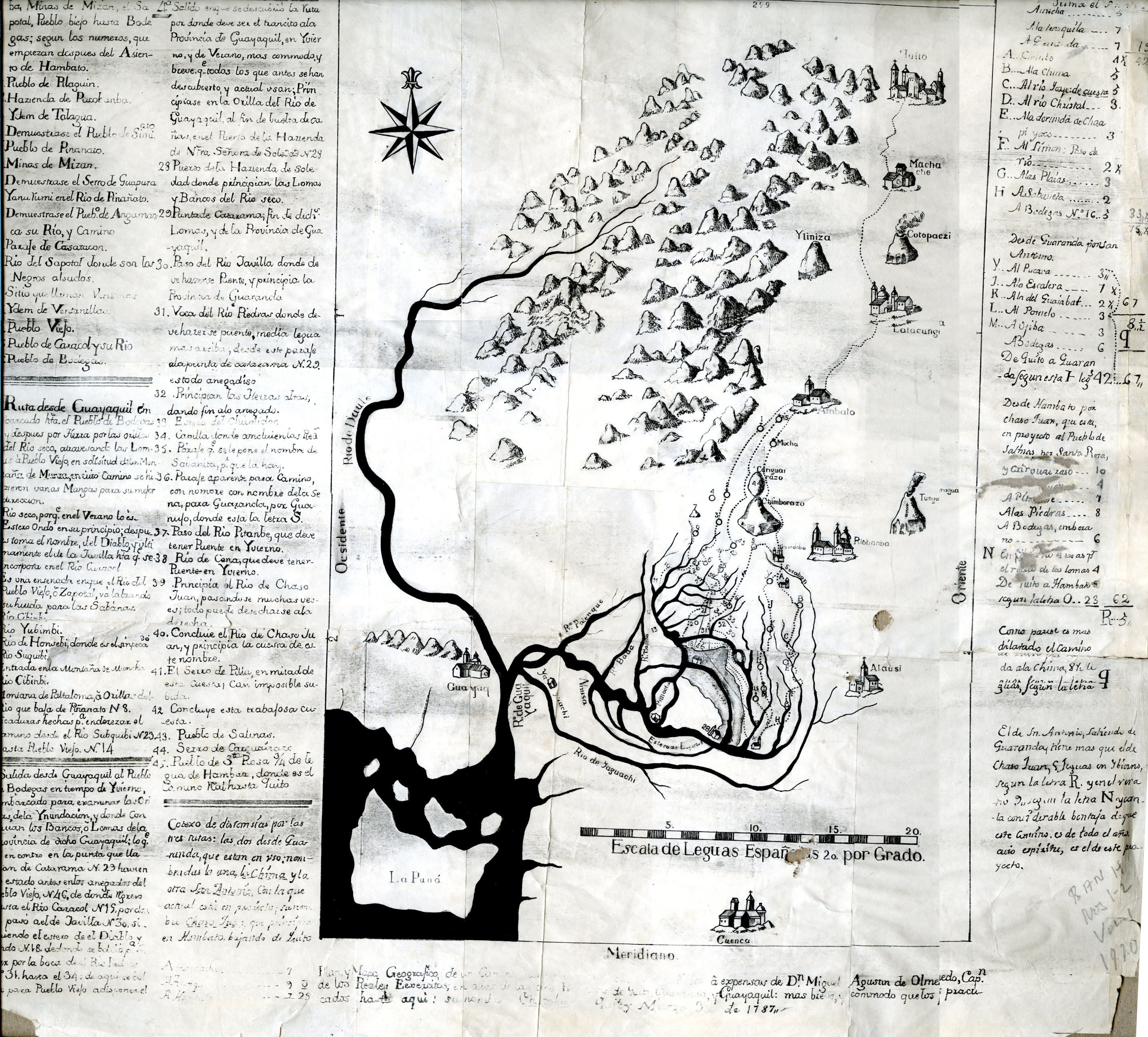
Dibujo del Camino Real desde la Ciudad de Quito hasta la de Guayaquil, llamada también Ruta Colonial de Caminos Vecinales donde se articulaba la costa y la sierra de la Audiencia. En el invierno era casi imposible acudirlo por lo que se buscaban caminos alternos y en el verano gracias a la estabilidad de la tierra se aprovechaba para abastecer los inventarios comerciales y llevar a cabo las diligencias burocráticas. Realizado el 3 de marzo de 1787.

El pago de impuestos estaba atado a la tierra, por lo que el sistema fiscal en la monarquía dependía del sistema de encomiendas. Por esta razón al conquistar el rey de España los territorios americanos, la propiedad de la tierra pasaba a la corona que a su vez encomendaba a una persona en específico la administración de una fracción específica. En la Real Audiencia de Quito, la encomienda se desarrolló de forma distinta en las regiones. En la sierra norte, la propiedad de la tierra pasó a manos de los conquistadores y de los nobles indígenas, en especial los descendientes de caciques importantes o de la familia real inca. En la costa la encomienda se concentró en su mayoría en indígenas. En la provincia de Manabí a través de estos econenderos se crearon gobernaciones con pequeñas reducciones o poblados que se creaban a partir de las anteriores tribus. Caso similar fue el de la tierra en el golfo de guayaquil y la cuenca del río guayas que pertenecía a importantes dinastías indígenas. En esta región poco a poco se empezó a desarrollar el comercio de cacao y los astilleros por lo que se crearon encomiendas para peninsulares, pero no al nivel que sucedió en Quito y sus alrededores. En la gobernación de Esmeraldas, el control sobre la tierra no se logró de manera efectiva por el aislamiento de este territorio y la dificultad que se tuvo para su pacificación. Por esta razón los grandes latifundios no se desarrollaron en esta región que muchas veces mantuvo autonomía frente a la Audiencia. Por último en los andes en el sur, por la ciudad de Cuenca, Loja, Zaruma, las encomiendas no se desarrollaron a través de grandes latifundios que concentren la tierra como en el norte de la sierra. Tampoco se desarrollaron los obrajes y más bien se optó por el comercio de la quinina. Los encomenderos a su vez debían desarrollar su tierra y cuidar de los indígenas que ahí vivían. Para ello buscaban un doctrinero, un sacerdote que evangelice a los indígenas y además concertaban (similar a un contrato social medieval) con la élite indígena los acuerdos para la creación de un obraje. 

#### Reducciones
Mientras las encomiendas definían la administración de la tierra en el campo, las reducciones se enfocaron en reducir el territorio de poblados indígenas dispersos para crear pequeñas ciudades. El control administrativo en la monarquía dependía del control de las ciudades por lo que la creación de nuevas ciudades, tan característica de la época medieval, fue realizada por la Corona española en América. La creación de ciudades tuvo tres tipos: empezar desde cero como fue el caso de la ciudad de Portoviejo o Guayaquil, aprovechar ciudades prehispánicas como sería Cuenca y Quito sobre antiguas ciudades Incas, o unificar el territorio de varias tribus dispersas como sería el caso de las reducciones de Manabí: Charapotó, Jaramijó, Manta, Chone, o también las reducciones de la Amazonía como Baeza, Archidona y Esmeraldas como San Mateo y Cabo Pasado. Las reducciones fueron las grandes gestiones de los misioneros religiosos donde se desplegó un esfuerzo importante para controlar el territorio. Dentro de América las reducciones más recordadas son las de los jesuitas en Paraguay, en la real Audiencia de Quito, la existencia misma de dicho territorio dependía en parte del éxito de las reducciones hechas a partir de las misiones jesuíticas en Maynas. Una vez creadas las ciudades, se empezaba a cobrar tributos. 

#### Tributos
Se crearon los siguientes impuestos: los tributos de indígenas, los diezmos, el quinto del Rey, la media anata, el arrendamiento o venta de empleos, las alcabalas, el almojarifazgo, etc.
- Los tributos de indios, eran contribuciones que pagaban los indígenas desde los 18 y hasta los 50 años de edad y en una cantidad que fluctuaba entre diez reales y diez pesos. La mitad de todos los ingresos de la Audiencia de Quito constituían los fondos recaudados por este concepto.
- Los diezmos, fueron contribuciones de tipo religioso, que consistían en entregar la décima parte de todos los productos al Clero, por los servicios religiosos que prestaban.
- El Quinto del Rey, consistía que los poseedores de minas de oro, plata, piedras preciosas, debían pagar el 20% de ello al Rey. Con el andar del tiempo tuvo que ser rebajado al 10%, ya que los metales preciosos se escasearon o porque los escondieron.
- La Media Anata, consistía en el pago de un medio sueldo cada año al gobierno, por parte de los empleados públicos. Los artesanos que obtenían el título de maestro, los profesionales: médicos, abogados, obstetrices, boticarios, pagaban esta contribución de acuerdo a tarifas establecidas.
- Las Alcabalas, eran el impuesto del 2% de todo lo que se ponía a la venta, impuesto que dio lugar a que se produzca la Revolución de Las Alcabalas en julio de 1592 y abril de 1593.
- El Almojarifazgo, no era sino el impuesto que hoy se llama de aduana, que cobraban las autoridades de la Audiencia de Quito por la exportación e importación de mercancías.

### Sistema monetario

#### La plata de Potosí

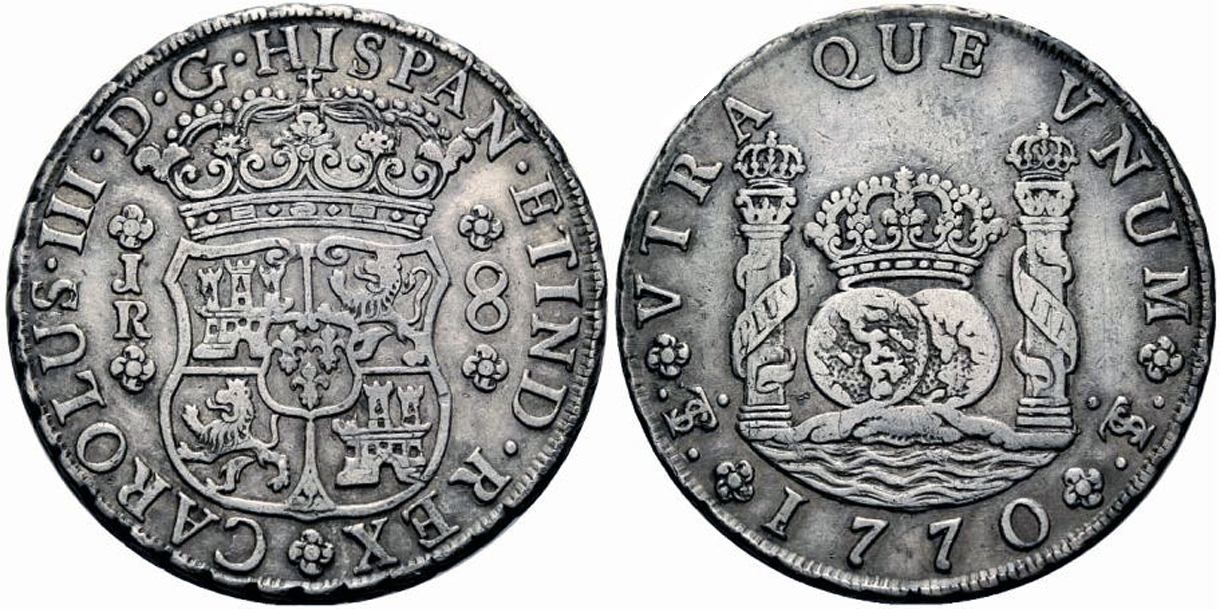
Real de a ocho de Potosí

El sistema monetario giró alrededor de la plata que se extraía tanto de Bolivia como México, en esa época tanto la Audiencia de Charcas como el virreinato de Nueva España. Estos dos grandes centros mineros fueron donde se extrajeron una gran cantidad de metal monetario que después sería acuñado en las respectivas casas de la moneda. En la Real Audiencia de Quito no existieron mayores minas, salvo las de Zaruma que no lograron ser explotadas con éxito. Fueron destacables en Nueva Granada (actual Colombia) las Minas de Popayán donde se desarrollaba la producción a partir del sistema desarrollado por los Incas conocido como mita. Se conce que para evitar se asignados a estas mitas muchos indígenas preferían huir a los obrajes donde el trabajo en la industria textil era mucho mejor en condiciones. A su vez la exportación de los textiles, o paños quiteños, al sur tanto a Lima, Cuzco o Sucre, servía para atraer pesos de plata y comerciar. Algo similar ocurría con la exportación de Cacao de Guayaquil al puerto de Acapulco en Nueva España. De esta forma se articulaba al sistema monetario del imperio Español, la Real Audiencia de Quito. 

#### Sustitutos monetarios
Además de los pesos de plata, también existen registros de letras de cambios o pagarés que eran populares métodos de pago a través de estos sustitutos monetarios que ayudaban a aumentar la oferta monetaria cuando la plata de potosí escaseaba. Tanto fue así que en las relaciones escritas por Jorge Juan y Antonio de Ulloa en el siglo XVIII se mencionaba que el uso de la plata no era tan frecuente en la audiencia de Quito. Esto da prueba del poco desarrollo de la minería en este territorio y en consecuencia de la casi ausencia de trabajo forzado en esta industria. Esto fue posible gracias a la introducción de la escritura a los pueblos aborígenes que permitió la firma de contratos, algo común en la compra venta de objetos artísticos de la escuela quiteña que era realizado por todas las personas tanto mestizos, indígenas como españoles. 

### Desarrollo económico
El desarrollo económico en la Audiencia de Quito se efectuó mediante la realización de varias actividades, como: la minería, agricultura, ganadería, industria, el comercio, etc. y la implantación de varias contribuciones por parte de las autoridades.

#### Agricultura
Con la conquista se desarrolló una mejora en los métodos de agricultura, con todas las limitaciones y restricciones en el cultivo de ciertos productos. Por ejemplo la uva que era cultivada solo en España y sus productos elaborados traídos a América. Como ya es conocido, el reparto de la tierra entre los españoles se realizó por medio de las encomiendas, en cuyo caso el elemento humano productor fue especialmente el indígena en la Sierra y el negro en la Costa. Por otra parte, mejoró también la agricultura de la Audiencia de Quito, por cuanto de Europa trajeron instrumentos de labranza necesarios para esa época como: el arado, barra, pala, azadón, etc. y el buey como animal indispensable para labrar la tierra.el territorio de la audiencia de Quito comprendía al sur hasta paita y tierra adentro:

#### Ganadería
En la Audiencia de Quito se incrementó la ganadería con los animales domésticos que trajeron de España, entre los cuales anotamos: el ganado vacuno, caballar, mular, lanar, porcino y de aves de corral. Varios de estos animales, a más de dar abundante carne, brindaban materia prima para las industrias como: lanas, cueros, etc. que los empleaban en los obrajes. También fomentaron el desarrollo de los animales autóctonos, entre ellos: el cuy, la llama, la vicuña, el gozque o perro mudo, etc. La ganadería, al igual que la agricultura se encontraba en manos de los peninsulares, por lo cual, su fomento en nada benefició a los nativos.

#### Industria

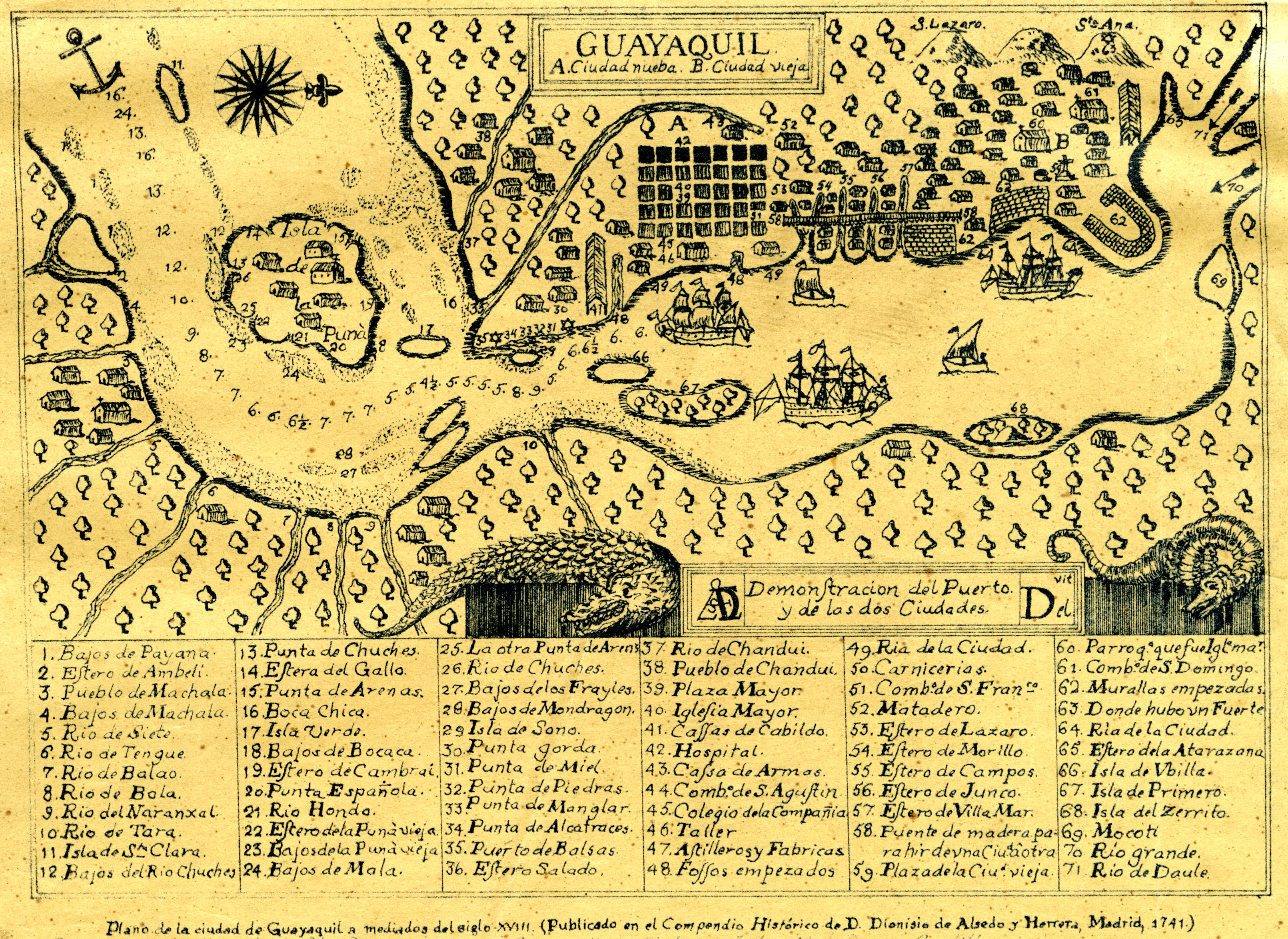
El compendio histórico de Guayaquil de 1741 donde Morán de Butrón describe a la ciudad y dedica un apartado a los astilleros de Guayaquil con el número 47

Los españoles se preocuparon de mejorar la industria textil indígena aprovechando la capacidad técnica que habían desarrollado las culturas indígenas en la fabricación de textiles. En la Audiencia de Quito se tejían mantas de lana de vicuña y algodón y otras prendas de vestir, que eran de igual o superior calidad que sus similares de Europa. Estos textiles eran muy solicitados en el Virreinato del Perú y crearon una prospera industria textil en Quito hasta que las reformas Borbónicas le quitaron el mercado, provocando una fuerte crisis económica que serviría en buena parte de detonante para la revolución independentista de 1809. Además de la industria textil, se fomentó la industria harinera y panificadora en la Sierra y la elaboración de raspaduras, azúcar y aguardiente de la Costa. En la ciudad de Guayaquil, establecieron una importante fábrica constructora de barcos o Astilleros. Por otro lado, y sobre todo tras los cambios en las dinámicas de mercado que causaron las llamadas reformas Borbónicas Guayaquil se convirtió en un floreciente puerto exportador de la producción de cacao.

#### Comercio
Respecto a esta actividad, cabe manifestar que en el siglo XVI España era una potencia mundial por su rico e inmenso imperio colonial y, por tanto, también una potencia, que implantó la política del monopolio comercial con sus posesiones ultramarinas, es decir, que sus colonias solamente podían comerciar con España, por lo tanto, la Audiencia de Quito mantenía relaciones comerciales únicamente con España, lo que permitió el desarrollo del comercio ilegal con los demás países del Viejo Mundo, especialmente con Inglaterra, Francia y Holanda, de cuyos países venían los llamados Piratas a atacar los puertos Americanos, entre ellos el de Guayaquil, los mismos que saqueaban, robaban, exigían el pago de fabulosos rescates y asesinaban habitantes. La Audiencia de Quito, como todas las posesiones españolas en América, proporcionó materias primas a España, productos agrícolas, cueros y lanas, recibiendo de España herramientas, libros y objetos destinados a la comodidad y al lujo. Vendía a España cacao, tabaco, quinina, descubierta por primera vez en Loja; de los obrajes serranos: paños, bayetas, lienzos, alfombras, sayales para religiosos, jergas a toda América del Sur. Así, como obras de los escultores y pintores Quiteños.

## Cultura

### Educación

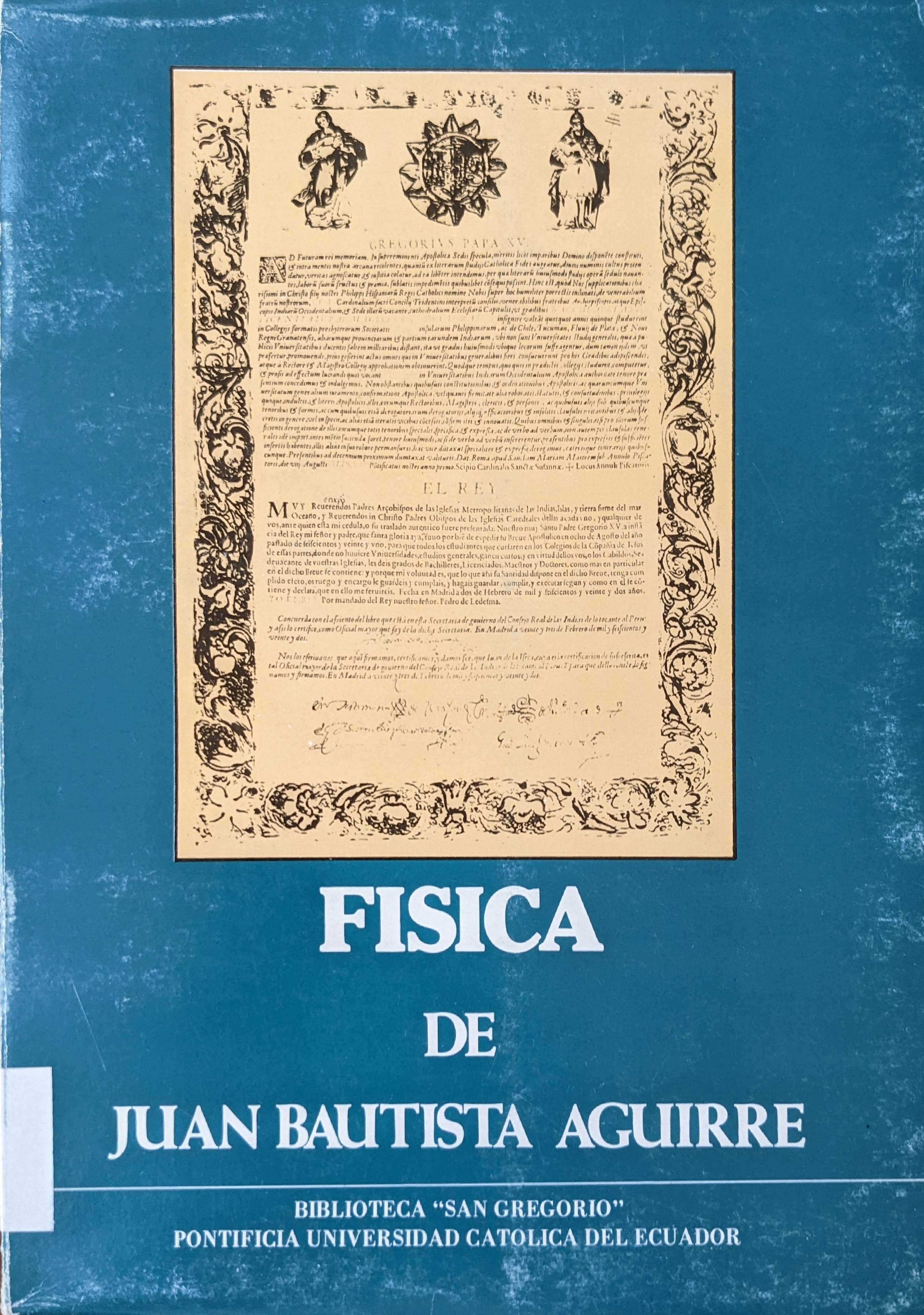
Física, ad aristotelis mentem por Juan Bautista Aguirre

El fundamento de la educación durante la colonia constituía la enseñanza de la Religión Católica. Para impartir la educación durante la colonia tomaron en cuenta las clases sociales, pues crearon establecimientos educativos para blancos y otros para mestizos e indios. La primera escuela práctica creada para indios nobles y mestizos se denominó San Juan Evangelista y posteriormente San Andrés, lo dirigían los Padres Franciscanos, en ella se enseñaba nociones de Gramática y Aritmética, Religión, algunos oficios y sobre todo a fabricar y usar arados, sembrar nuevos productos como el trigo, a fabricar instrumentos musicales, pintar, etc.
Posteriormente, para la mayor eficacia de la educación de los indios fueron apareciendo doctrinas, oraciones y gramáticas en idioma quechua. Se afirma que para el año 1769 en esta ciudad de Quito existían 11 escuelas: 8 particulares y 3 de caridad. La educación secundaria no estaba al servicio de todos, para ingresar a un colegio debía reunir los siguientes requisitos: pureza de sangre, no debía ser descendiente de indios, negros o mestizos, legitimidad de nacimiento, y que ningún antepasado haya sido obrero.
El primer colegio secundario creado en Quito fue el Seminario San Luis, el año 1592. Posteriormente se crearon el Convictorio de San Fernando, la Escuela San Andrés y el Colegio del mismo nombre. Las principales materias que se enseñaban en los colegios fueron: Gramática Latina, Moral, Sagrada Escritura y Teología. Durante la Colonia en la ciudad de Quito se crearon tres Universidades: la Real y Pontificia Universidad de San Gregorio Magno, regentada por los Padres Jesuitas; la Universidad de Santo Tomás de Aquino, por los Dominicos.

### Ciencia

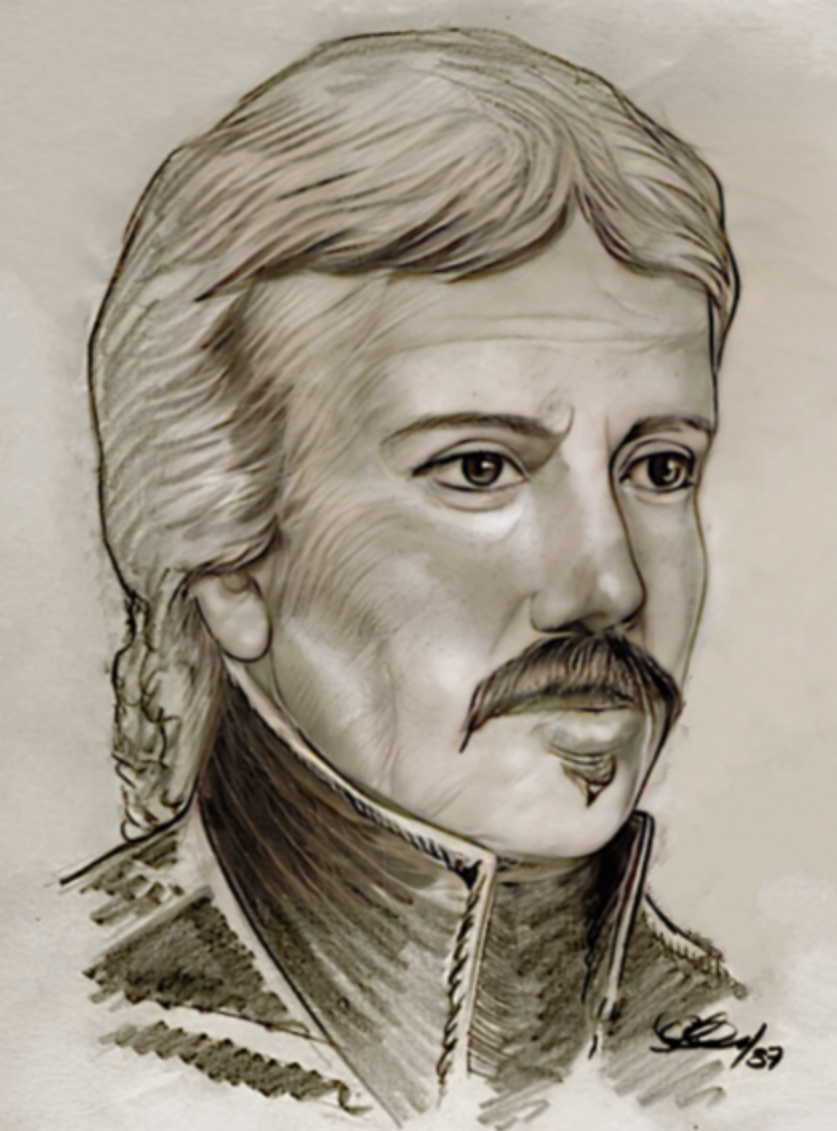
Antonio de Alcedo, geógrafo y enciclopedista

Durante la colonia, en la audiencia de Quito, a pesar de falta absoluta de laboratorios y otros implementos, algunos de sus habitantes efectuaron investigaciones científicas muy importantes, entre los cuales anotamos: al Padre Jesuita Juan Bautista Aguirre, a Pedro Franco Dávila, Pedro Vicente Maldonado y Eugenio de Santa Cruz y Espejo. El Padre Juan Baptista Aguirre, nació en Daule en 1725 y murió en 1786. Ocupó los siguientes cargos: Rector del Colegio Ferrara, de Italia y Teólogo Consultor del Papa Pio VII.
El Padre Aguirre, a más de literato, fue un científico de primera clase, él introdujo el primer microscopio a la Audiencia de Quito y antes que Espejo y el mismo Pasteur pensó que las enfermedades son transmitidas por seres invisibles, a los cuales posteriormente les llamarán microbios. Además su tratado de Física, que se encuentra inédito en la biblioteca de los Jesuitas de Cotocollao, es otra muestra de sus investigaciones científicas. Pedro Franco Dávila, nació en Guayaquil el 21 de marzo de 1711 y murió en Londres el 17 de noviembre de 1748. Fue un autodidacto, llegó a ser el más grande geógrafo de nuestra Patria en el siglo XVIII, dominó las Ciencias Naturales, las Matemáticas Superiores y la Astronomía, por lo cual le cupo el honor de ser miembro honorario de la Academia de Ciencias de París y de la Sociedad Real de Londres. Además, trazó un mapa de la Audiencia de Quito, que hasta ahora es considerado como la obra clásica de la Cartografía.
Eugenio Espejo era un hombre múltiple, que cultivó varias ramas del saber humano, fue médico, abogado, escritor, periodista y político. En el campo de la medicina realizó investigaciones de carácter científico y lanzó una teoría sobre las bacterias, que constituían el origen de las enfermedades infecto-contagiosas.
También contribuyeron al adelanto científico de la Audiencia de Quito en el siglo XVIII las misiones científicas. La Misión Geodésica Francesa estaba constituida por Charles Marie de La Condamine, Pedro Bouguer, Luis Godin, Jorge Juan y Antonio de Ulloa, los tres primeros franceses y los dos últimos españoles. Esta misión llegó a Quito en 1736, con el objeto de medir un arco de meridiano en la parte ecuatorial y poder establecer si el acatamiento terrestre es polar o ecuatorial, asunto que se encontraba en ese entonces en discusión. La Misión de Alejandro Barón de Humbolt, quien llegó a Quito, acompañado del astrónomo Bonpland en 1802; recorrió casi todo el país y escribió las obras intituladas "Vistas de las Cordilleras", "La distribución Geográfica de los Vegetales" y "Monumentos de los Pueblos Indígenas de América:. Además, descubrió la existencia de la corriente que lleva su nombre la de Humboldt.

### Literatura

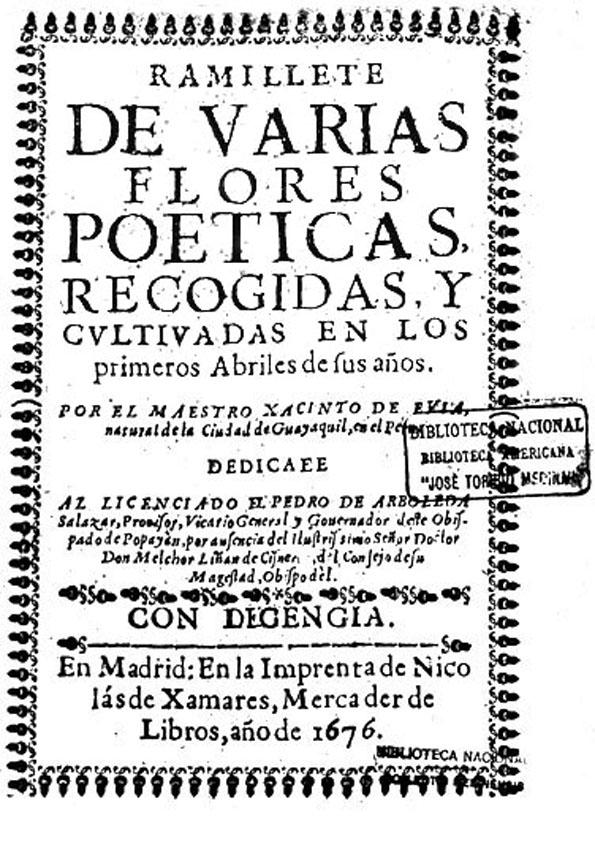
Ramillete por Antonio de Bastidas

Durante la colonia no fueron afortunados en las letras, los pocos representantes son en su mayoría religiosos, quizá porque en los conventos existían buenas bibliotecas y tuvieron oportunidad de prepararse e inspirarse en cuantas obras existían.
En el género que más cultivaron en la colonia fue el poético, sus principales exponentes fueron: el religioso y maestro Jacinto de Evia y el Padre Antonio de Bastidas, guayaquileños, cuyos poemas se encuentran recopilados en la obra intitulado Ramillete de varias flores escogidas y cultivadas por Jacinto de Evia; el religioso ibarreño Ramón Biescas, autor de la poesía Sueño sobre el sepulcro de Dante; el Padre Manuel Almeida, franciscano, de quien se cuenta la leyenda relacionada con el Crucifijo que hasta la actualidad se conserva en su convento, fue un valioso poeta del siglo XVII, a él se atribuye el villancico Dulce Jesús Mió, que se canta en las Navidades, aunque otros creen que el verdadero autor es el riobambeño Padre Fernando de Jesús Larrea; el Padre José Orozco, que vivió en el siglo XVIII y escribió el poema épico La Conquista de Menorca, por lo cual fue considerado como uno de los representantes de la poesía americana de aquella época; y, el Padre Juan Bautista Aguirre, que escribió versos en homenaje a su tierra natal, Guayaquil. También prestigiaron las letras americanas durante la colonia los quiteños: Fray Gaspar de Villaroel, el Padre y Dr. Juan Machado de Chávez, el padre fray José de Maldonado y el famoso patriota Dr. Eugenio de Santa Cruz y Espejo.
Gaspar de Villarroel, escribió diez obras, de las cuales anotamos como más importante la intitulada Gobierno Eclesiástico y Pacífico y Unión de los Dos Cuchillos, Pontificio y Regio, publicado en Madrid en dos tomos, en los años 1656 y 1657; Juan Machado de Chávez, escribió El Perfecto Confesor y Cura de Almas, publicado en Barcelona en 1641; José Maldonado es autor de las obras intituladas El más Escondido Retiro del Glorioso Sepulcro y la Autoridad del Comisario General de Indias, publicado también en España, el año 1649; y' Eugenio de Santa Cruz y Espejo, es autor de las siguientes obras: El Nuevo Luciano, la Ciencia Blancardina, Marco Porcio Catón, El Retrato de Golilla, el discurso sobre La Escuela de la Concordia y además redactó el Primer periódico de nuestra Patria Primicias de la Cultura de Quito.

### Historia y crónicas

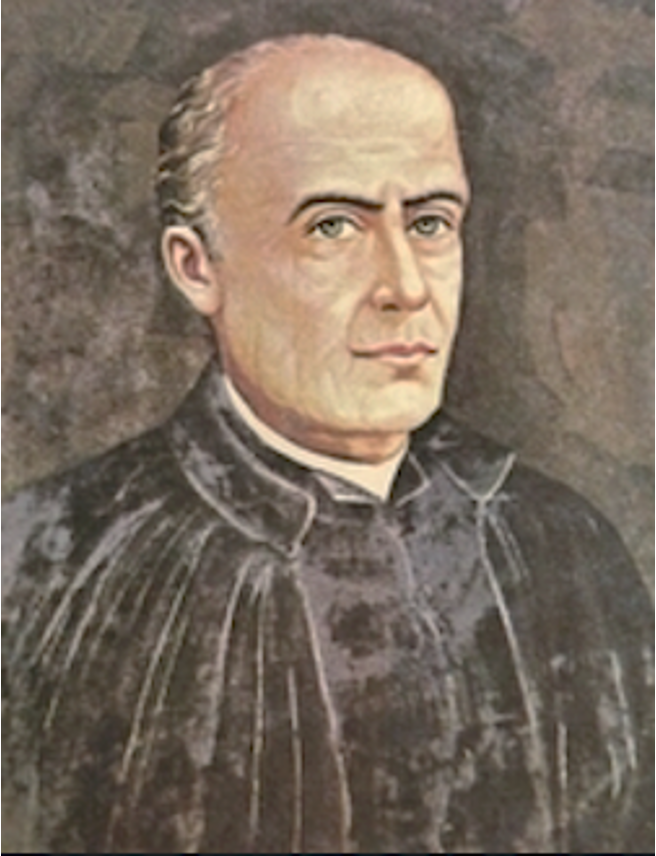
Juan de Velasco

La primera crónica escrita por una persona nacida en la provincia de Quito fue el famoso "Manuscrito de Quito" por el mestizo Diego Lobato de Sosa y Yarucpalla. Encontrado inicialmente como parte de las crónicas de Montesinos, estudios posteriores han verificado la extrañeza de una sección de dichas crónicas, por el vocabulario, ortografía y gramática distinta. Dichos estudios apuntan a que una persona de Quito, de ascendencia indígena, probablemente fue el autor, y durante estos años la figura más importante que cumple dicho perfil fue Lobato. Posteriormente en el siglo XVII se escribió la primera historia "Del nuevo Reino y Quito" por el importante escritor Pedro de Mercado. Conocido originalmente como autor de escritos religiosos y místicos, su historia editada en el siglo XX recién es una ventana valiosa al siglo XVII tanto de Colombia, como de Perú y Ecuador. Por otro lado en el siguiente siglo destacó el Padre Jesuita Juan de Velasco, autor de la obra intitulada Historia del Reino de Quito, compuesta de tres tomos, que son: Historia Natural, Historia Antigua e Historia Moderna del Reino de Quito. Esta obra fue importante aunqeu su edición también demandó bastante tiempo. Su primera revisión se haría después de muerto el padre Velasco, a cargo del enciclopedista Antonio de Alcedo y posteriormente por José Joaquín de Olmedo. En este siglo se publicaría en la segunda mitad influyendo mucho en la literatura americanista de la época. En el siglo XX destaría polémica puesto que sus afirmaciones arqueológicas serían puestas en duda por el arqueólogo Jacinto Jijón y Caamaño. Por último destacó también el historiador Dr. Diego de Riofrío, lojano que escribió una monografía sobre las misiones del Amazonas; el Padre Cristóbal de Acuña, que describió el Amazonas, cuando acompañó a la misión brasilera de Texeira.

### Artes

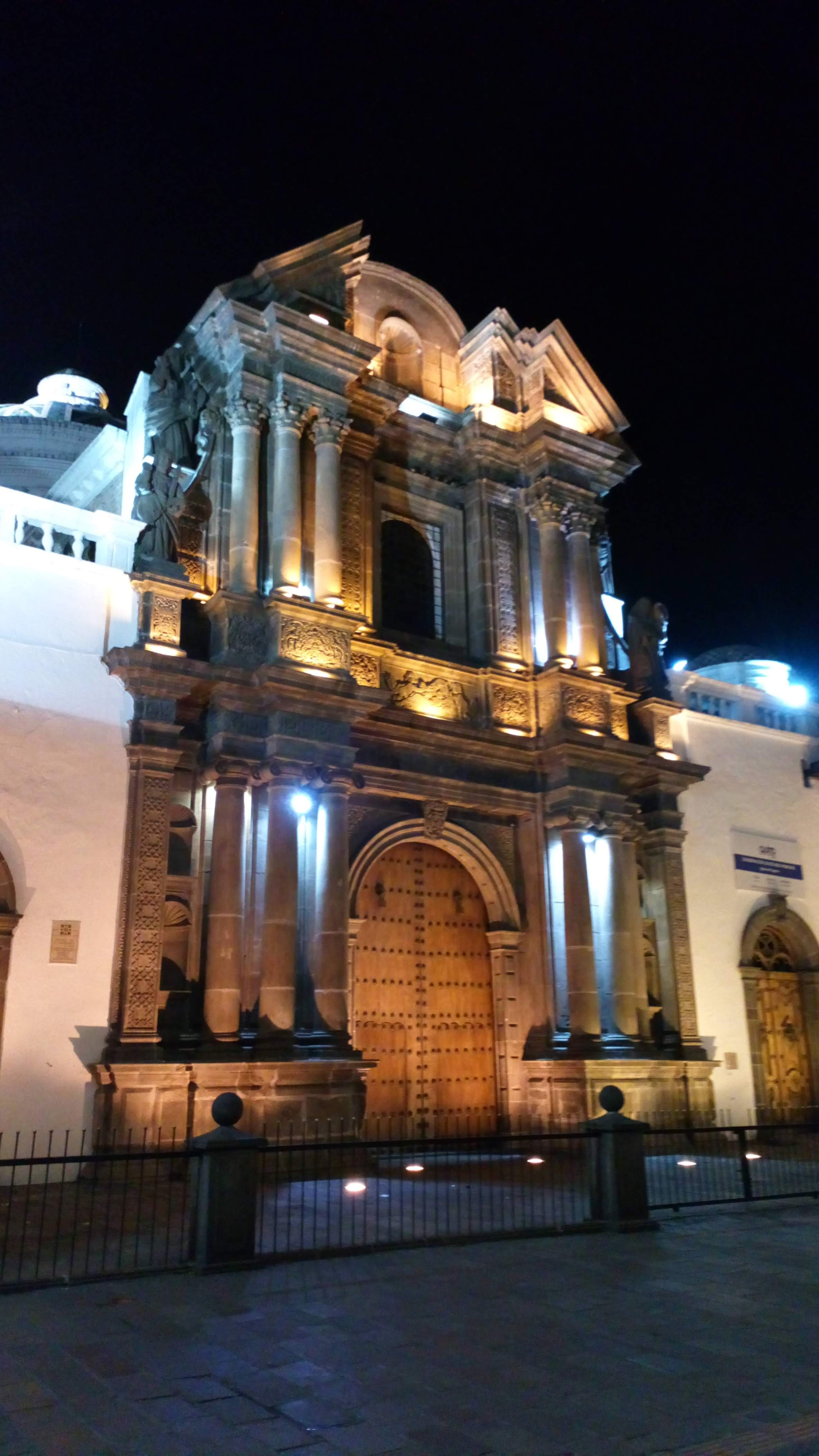
Iglesia de El Sagrario, Quito

La Audiencia de Quito ocupó un sitio de preponderancia en América colonial como creadora de arte; basta recorrer las Iglesias y conventos para observar variedad de tallados, esculturas y pinturas, en las que se manifiesta la gran calidad artística de los que lo elaboraron. Durante la colonia cultivaron las Bellas Artes los mestizos e indígenas, ya que era considerado como indigno para los nobles. Los indígenas y mestizos posiblemente volcaron en el arte la total libertad de su espíritu, que no podían hacerlo en otras actividades.
Después de poco tiempo de la conquista, se inicia el desarrollo artístico con la llegada de tres españoles: Juan de Illescas, pintor, Luis de Rivera, encarnador y dorador de las estatuas y retablos que creaba el tercero de estos artistas, Diego de Robles. En las últimas décadas del siglo XVII, la ciudad de Quito se había convertido en un inmenso taller de escultores, doradores, plateros, talladores, pintores, que hicieron febrilmente la ornamentación de las iglesias y los conventos, lo que le dio renombre a esta ciudad, entre las demás posesiones de la Corona española. Casi toda la producción artística de la colonia se refería a temas religiosos, pues era lo único que les estaba permitido elaborar, sin embargo, representaron en maravillosas estatuillas a personajes típicos de la colonia.
En la Audiencia de Quito existió un crecido número de artistas, entre los cuales se distinguieron, en el campo de la pintura: Miguel de Santiago, su hija Isabel de Santiago, el esposo de esta, Antonio Venegas; su otro yerno, Nicolás Javier de Goríbar; el dominico Fray Pedro Bedón; Magdalena Dávalos y Maldonado, riobambeña, una excepción de la nobleza; el Hermano Domingo; el Jesuita José Ramírez y el famoso Antonio Salas. Como escultores: Diego de Robles y Luis de Rivera, españoles, que se convirtieron en maestros de los nativos de la Audiencia de Quito; Manuel Chili, cuyo seudónimo era Caspicara; José Olmos, conocido por su seudónimo Pampite y el padre Carlos.

## Religión

### Advocaciones marianas

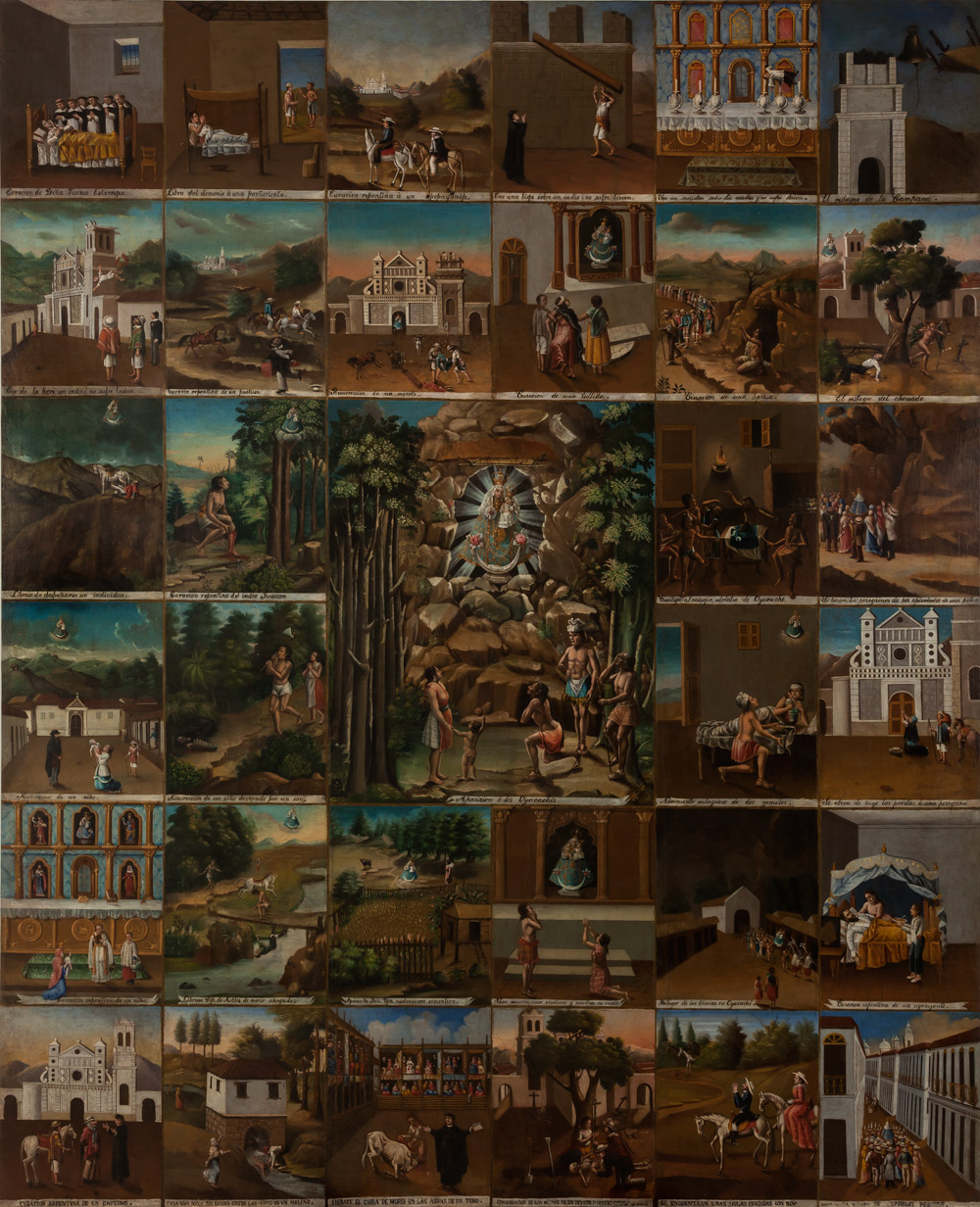
Aparición de la Virgen a los Oyacachi pintura del, donde se representan los distintos milagros realizados

Importantes fueron las advocaciones marianas para la evangelización masiva de la gente y mantenimiento de la fe y costumbres durante esta época. La primera advocación fue a la virgen de la Merced, quien se aparecería en la Isla de la Plata a los conquistadores antes de la fundación de las ciudades y la conquista del incario. A esta virgen se le rendiría culto en la ciudad de Quito durante sus primeros años y que además sería fundada el día de su festejo. Posteriormente la virgen de Guadalupe cobraría importancia con la reproducción de la escultura de Diego de Robles tanto para el santuario de Guápulo inicialmente como para después la Virgen del Quincha, una advocación mariana muy relevante durante estos años y hasta el presente en Ecuador. Aquí se desarrollarían conversiones masivas de indígenas en el norte de los Andes. Para controlar la fe y garantizar la evangelización en el sur de los andes se impulsaría la creación de un santuario para la virgen de Guadaulupe en un poblado cerca de Loja. De esta forma nacería la virgen de El Cisne. Años más tarde en el centro de los Andes se crearía la advocación mariana a nuestra señora del Rosario de Agua Santa, en la ciudad de Baños a la puerta de la Amazonía. 

### Misiones

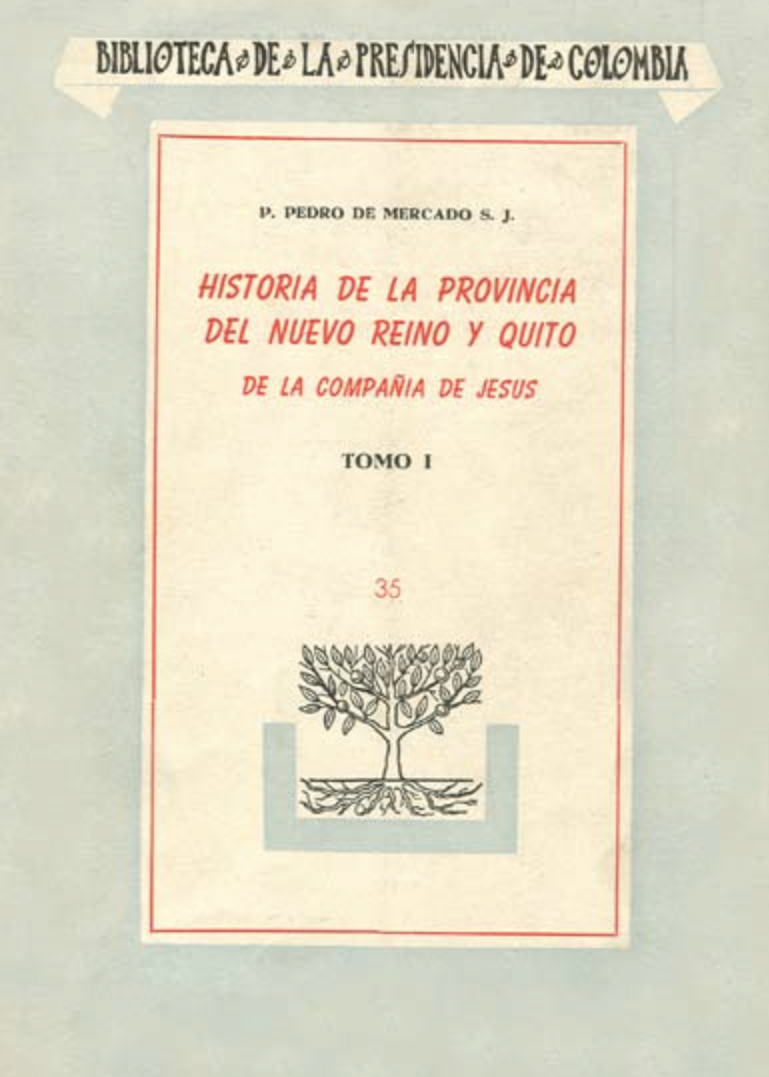
Historia de la Provincia del Nuevo Reino y Quito de la Compañía de Jesús por Pedro de Mercado.

Mientras los andes estaban siendo evangelizados a través de la creación de estos santuarios y la fundación de las ciudades. En la costa se buscó a través de las misiones que reducían el territorio de los indígenas realizar algo similar. Este sería el caso de las reducciones en Manabí que crearían los que hoy son las ciudades de esta provincia como Jaramijó, Chone, Manta o Charapotó. Por otro lado Puerto Viejo sería una ciudad de fundación española y no una reducción del territorio de un antiguo poblado. En la cuenca del Río Guayas sucedería algo similar y se impulsaría el culto a San Jacinto en la población de Yahuachi. Para el caso de esmeraldas, destacaría el padre Hincapié quien haría reducciones a lo largo del río homónimo de poblados de indígenas Cayapas. Pero a pesar de todos estos esfuerzos en la costa, los resultados se vieron rápidamente en comparación con la Amazonía.  
En la costa la castellanización, asimilación y mestizaje de estos pueblos aborígenes fue rápida. No sería el caso de la amazonía cuyas famosas misiones tomarían mucho esfuerzo y con resultados menores. Las misiones jesuíticas de maynas serían importantes y comparables con las desplegadas por los jesuitas en Paraguay o en Canadá. La importancia de los jesuitas en el territorio de la Audiencia de Quito fue grande y marcó la cultura durante los siglos XVII y XVIII. Su expulsión en el siglo XVIII creó un vacío importante tanto en la educación como en la obra misionera al interior del continente. 

## Administradores del territorio
En Quito existieron un total de 27 administradores coloniales, con distintos cargos de acuerdo a la época y la entidad administrativa que le correspondía al territorio. Mientras formó parte de la primigenia Gobernación de Nueva Castilla, los dos primeros administradores ocuparon el título de Tenientes de Gobernador; cuando fue elevada a Gobernación de Quito en 1540, sus ocho administradores tomaron el de Gobernador. Finalmente, cuando el territorio fue elevado a Presidencia y Real Audiencia, empezaron a ser llamados Presidentes. El último administrador español, Melchor de Aymerich, ocupó el título de Jefe Político Superior de la Provincia de Quito.